# Bayer AG
Die Bayer Aktiengesellschaft (kurz Bayer AG) mit Sitz in Leverkusen ist die börsennotierte Muttergesellschaft eines Agrarchemie- und Pharmakonzerns mit insgesamt knapp 93.000 Mitarbeitern (Stand: 31. Dezember 2024). Das Geschäft wird über die drei Divisionen Pharmaceuticals, Consumer Health und Crop Science geführt. Der Bayer-Konzern gab 2024 6,2 Milliarden Euro für Forschung und Entwicklung aus.
Der Name Bayer ist auch durch das Tochterunternehmen Bayer 04 Leverkusen bekannt, das im Fußballbereich aktiv ist. Zwischen 2002 und 2005 wurden in einer der größten Umbruchsphasen in der Unternehmensgeschichte die ursprünglichen Sparten Pharma, Pflanzenschutz, Chemie und Kunststoffe als Teilkonzerne ausgegliedert und neu formiert.

## Geschichte

### Gründungsphase und Wachstum

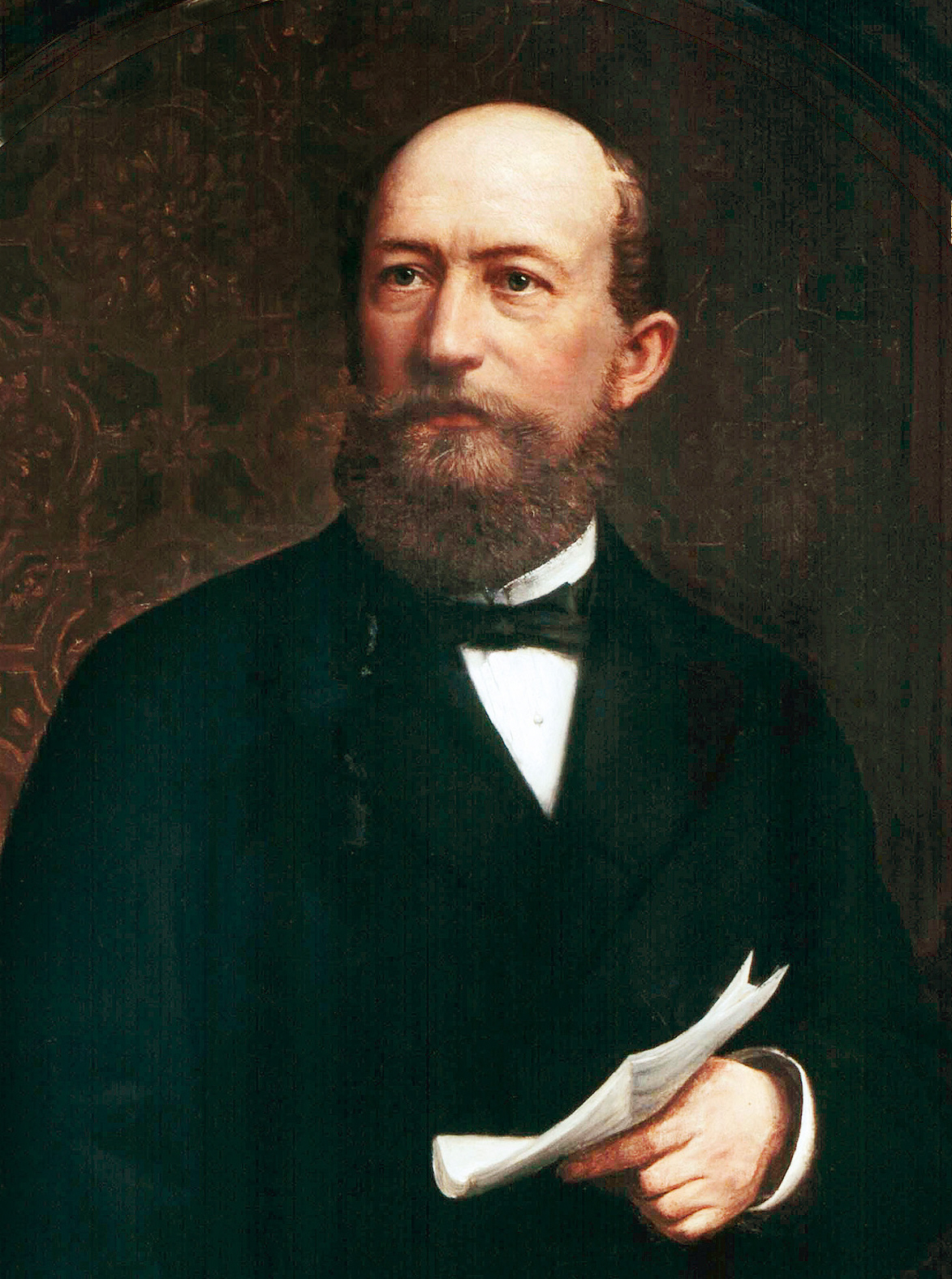
Friedrich Bayer

Das Unternehmen wurde am 1. August 1863 in Barmen, im heutigen Wuppertaler Stadtbezirk Heckinghausen, von Friedrich Bayer (1825–1880) und Johann Friedrich Weskott unter der Firma „Friedr. Bayer et comp.“ gegründet. Friedrich Bayer nahm entsprechend seiner Ausbildung innerhalb des noch kleinen Betriebs die kaufmännischen Aufgaben wahr. Weskott hatte eine Färberlehre absolviert und dabei chemische Kenntnisse erworben, die er in die Produktion einbrachte. Wichtige Produkte für das Unternehmen wurden Fuchsin und Anilin.

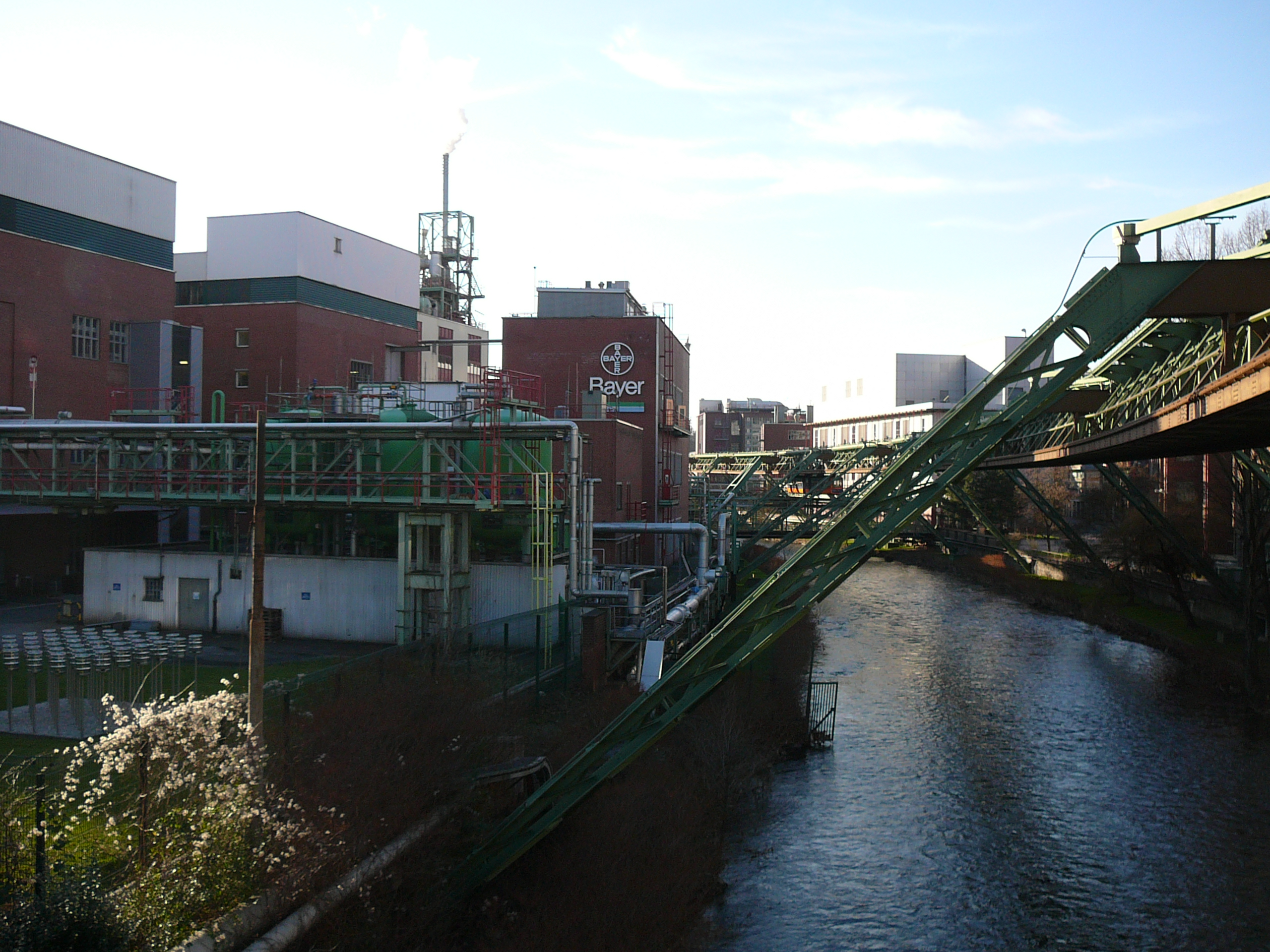
Das Elberfelder Stammwerk beiderseits der Wupper

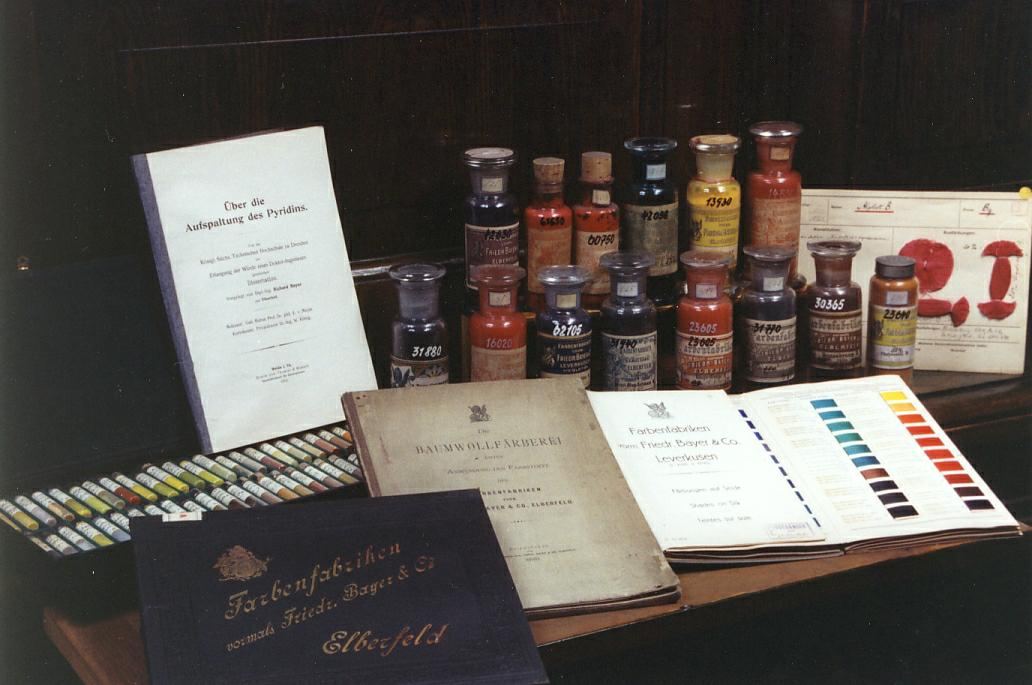
Historische Musterkarten und Farbstoffproben aus den Farbenfabriken Elberfeld und Leverkusen

1878 wurden der Hauptsitz und die meisten Produktionsanlagen auf ein größeres Gelände in Elberfeld verlegt.
1881, nach dem Tod Bayers unter der Führung seines Sohnes Friedrich Bayer (1851–1920), der 1873 als Chemiker in die Firma eingestiegen war, wurde das Unternehmen in die Aktiengesellschaft „Farbenfabriken vorm. Friedr. Bayer & Co.“ umgewandelt, das auch Elberfelder Farbenfabriken genannte Unternehmen war entstanden. 1882 wurde Henry Theodore Böttinger in den Vorstand des Unternehmens berufen. 1883 kam der Chemiker Carl Duisberg zu Bayer und baute nach seinen Erfolgen ab 1888 die chemische Forschung aus. Gemeinsam bauten Bayer, Böttinger und Duisberg die Geschäftstätigkeit des Unternehmens stetig aus; nach dem Tod Bayers war sein Sohn Richard Bayer von 1920 bis 1960 im Aufsichtsrat des Unternehmens vertreten. In Wuppertal-Elberfeld entstand ein modernes wissenschaftliches Laboratorium.
Die Mitarbeiterzahl war auf über 300 Beschäftigte gestiegen. In den Elberfelder Laboratorien wurden in den folgenden Jahrzehnten die Wirkungen des Diacetylmorphins, der Acetylsalicylsäure und der Sulfonamide erforscht und entdeckt, die im neuen Jahrhundert unter den Markennamen Heroin, Aspirin und Prontosil auf den Markt gebracht und für die spätere Bekanntheit des Unternehmens wichtig wurden. Das Patent auf die bereits bestehenden Forschungen zum Heroin hatte der Konzern am 26. Juni 1896 erworben. Mit dem Sulfonamid Prontosil führte Bayer das weltweit erste Chemotherapeutikum ein, das als Breitbandantibiotikum eingesetzt werden konnte. Gerhard Domagk erhielt dafür im Jahr 1939 den Nobelpreis für Medizin.

### Verlegung an den Rhein

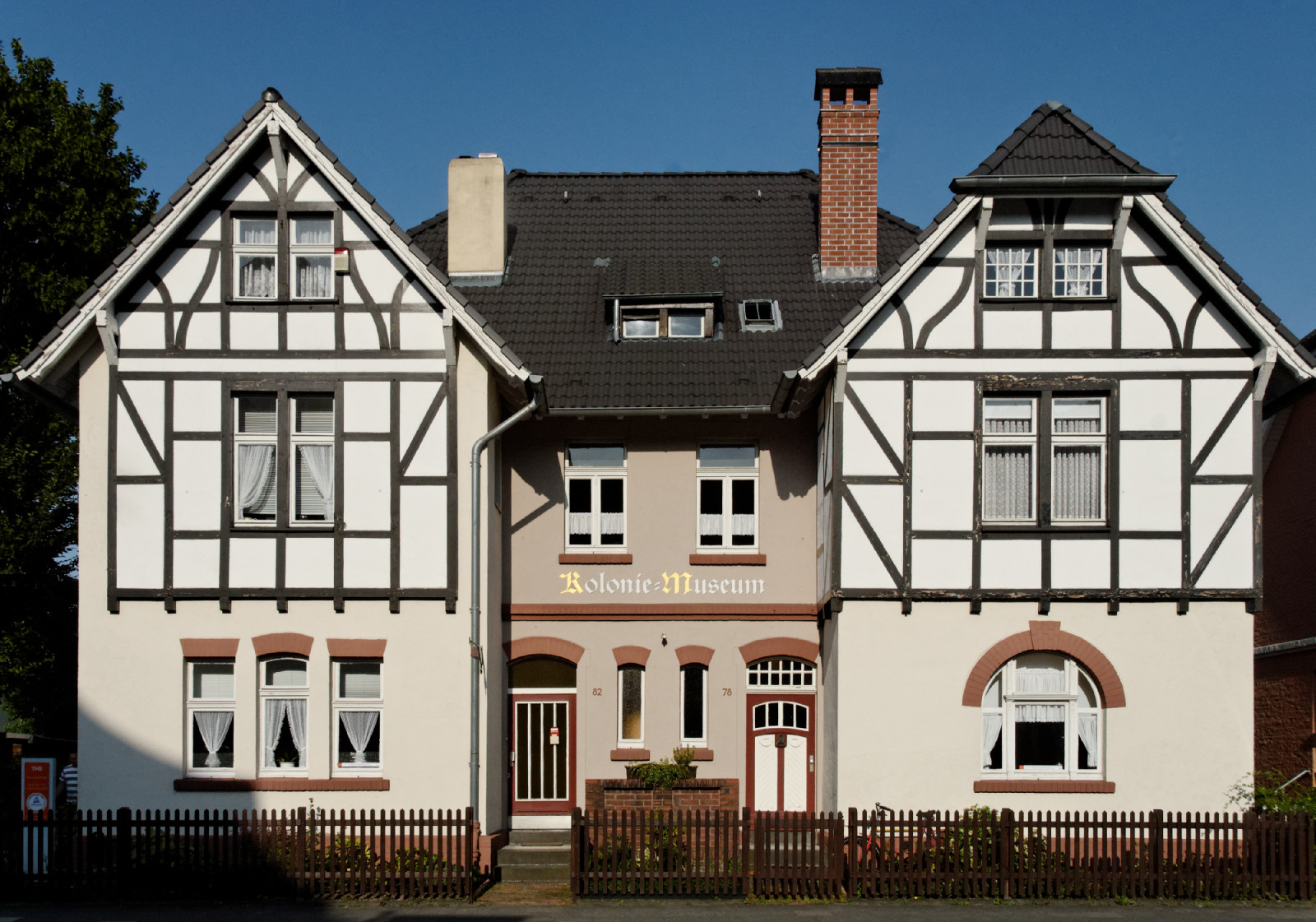
Kolonie-Museum

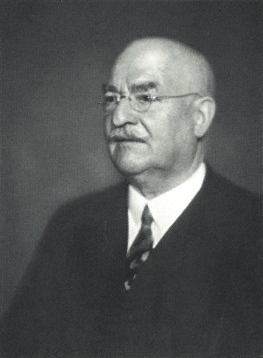
Carl Duisberg, 1912 bis 1925 Vorstandsvorsitzender

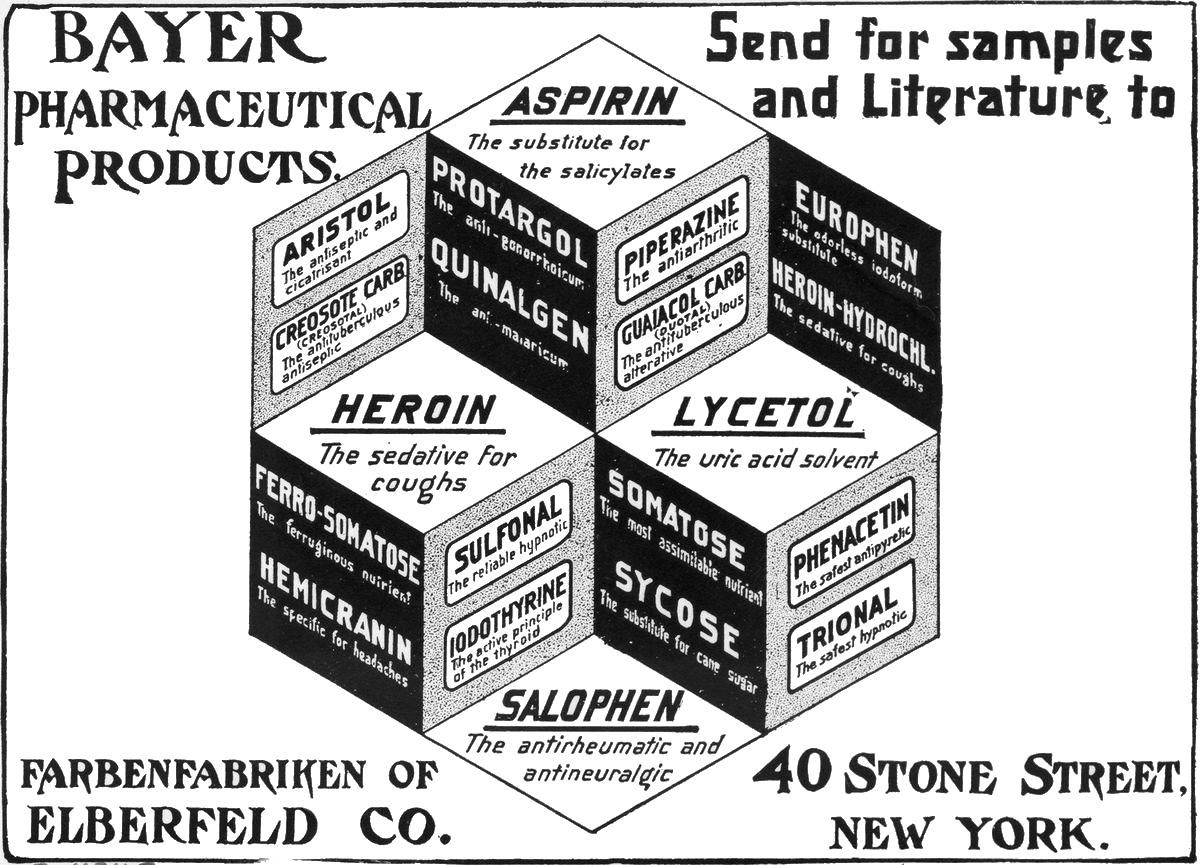
Amerikanische Bayer-Werbung für Aspirin, Heroin, Lycetol, Salophen und andere

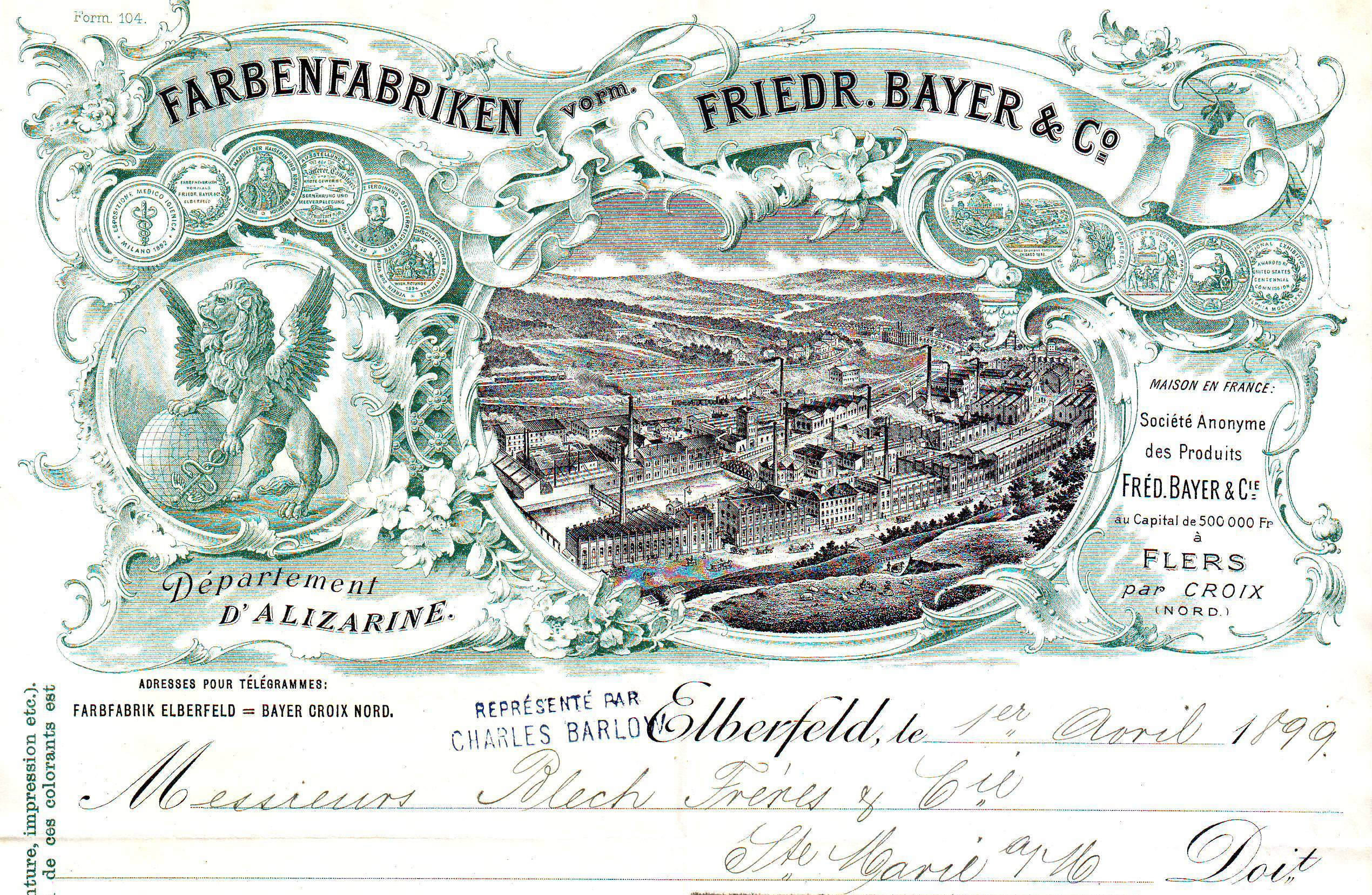
Kopf einer Rechnung der Farbenfabriken vorm. Friedr. Bayer & Comp in Elberfeld vom 1. April 1899

1895 plante Duisberg im Auftrag Bayers den neuen Unternehmenssitz, da eine Ausdehnung des Betriebsgeländes aufgrund der von Abhängen und der Wupper eingeengten Lage im Wuppertal kaum möglich war. Elberfeld/Barmen waren damals eines der größten Industrie-Zentren Deutschlands und zählten schon um 1880 weit über 300.000 Einwohner und bildeten neben Berlin zeitweilig den zweitgrößten Ballungsraum des Landes.
Neuer Sitz von Bayer sollte das Gelände des Alizarinherstellers Leverkus und Söhne bei der kleinen Stadt Wiesdorf am Rhein werden, das damals gerade 2.000 Einwohner zählte. Am dortigen Rheinufer waren bereits grundlegende Anlagen einer chemischen Fabrik vorhanden. Zu der Fabrik gehörte in dem weitgehend unbesiedelten, formal zu Wiesdorf gehörenden Areal auch eine Arbeitersiedlung, die der Unternehmensgründer Carl Leverkus nach seinem Familienstammsitz bei Remscheid-Lennep, dem Hof Leverkus, inoffiziell auf den Namen „Leverkusen“ getauft hatte. Als 1930 für die neu gegründete Stadt ein Name gesucht wurde, griff man auf den Namen dieser Siedlung zurück. Bereits beim Bau des neuen Unternehmenssitzes im Jahr 1895 achtete Duisberg darauf, dass jeweils 30 Meter breite Hauptstraßen und 15 Meter breite Nebenstraßen zwischen den Gebäuden errichtet wurden, was er in seiner Denkschrift, die er als Grundlage für seine Planungen verfasste, begründete:

„Alle Gebäude der Betriebe sind so zu bauen, daß sie bequem eine Vergrößerung nach einer Richtung am besten aber nach zwei Richtungen zulassen.“

In seinen Planungen kümmerte er sich auch um vermeintliche Kleinigkeiten, beispielsweise Beschaffungslisten von Werkzeugen und Einzelteilen. Nicht alle seine Planungen wurden genau umgesetzt, Veränderungen jedoch nur mit seiner ausdrücklichen Genehmigung zugelassen. Eine seiner Ideen war eine Erholungsanlage für die Mitarbeiter. Dazu kaufte er 1908 einen Freizeit- und Seminarstandort in Großeledder bei Dabringhausen.
In der Zeit von 1895 bis 1900 wurde die Produktion schrittweise nach Wiesdorf verlegt. Zunächst gab es Probleme, genügend Arbeiter zu finden. Die Umgebung des Werks war gegenüber anderen Städten und Dörfern verhältnismäßig unterentwickelt, es handelte sich größtenteils um unbesiedeltes Brachland. Bei einem akademischen Kommers wurde Duisberg ein „Klagelied“ vorgetragen:

„Kann er einen nicht verknusen,
schickt er ihn nach Leverkusen.
Dort an diesem End der Welt
ist man ewig kaltgestellt.“

So plante Duisberg, dass um das Werk aus der unansehnlichen Arbeitersiedlung nach und nach eine Stadt entstehen solle. Er ließ Häuser, die so genannte „Bayer-Kolonie“, bauen. Im Laufe der Jahre entstand das Bayer-Kaufhaus, und es entwickelten sich kulturelle Institutionen wie das Bayer-Erholungshaus, die Werk und Stadt eng miteinander verbanden. Seit April 2005 existiert in einem Haus der Bayer-Kolonie ein Museum zur Geschichte der Werkssiedlung.
Elberfeld blieb in dieser Entstehungszeit der Kolonie Hauptsitz der Forschung, während die Produktion in Wiesdorf stattfand. Die Verwaltung war noch in Elberfeld untergebracht, bis sie schließlich im Jahr 1912 als erste Amtshandlung Duisbergs als neuem Vorstandsvorsitzenden nach Wiesdorf verlegt wurde. Geplant worden war die Verlegung des Unternehmenssitzes allerdings schon ab 1902. Duisberg organisierte diese Verlegung straff und detailliert. 1909 setzte die Direktion fest, „daß die hier geplanten Erweiterungsbauten bis zum Frühjahr 1912 fix und fertig übergeben werden“.
Neben der Funktionalität der Gebäude wurde auf ein repräsentatives Äußeres, das der Zentrale eines Weltkonzerns angemessen erschien, Wert gelegt. Auf diese Weise entstanden die Unternehmervillen und beispielsweise das Kasino (Kantine für Akademiker und Führungskräfte) in einem prächtigen Stil. Alle Direktoren wohnten in der Nähe des Betriebes, was die Unternehmenskultur und die Stadt Leverkusen prägte.
Die später Bedeutung erlangende Interessengemeinschaft (I.G.) aus BASF, Agfa und Bayer wurde nach dem Scheitern der duisbergschen Idee der „Vereinigten Deutschen Farbenfabriken“ aus Bayer, BASF und Hoechst 1904 gegründet. Aufgegeben wurden die Fusionspläne unter anderem wegen des für die Hoechst AG angesichts eigener wirtschaftlicher Stärke ungünstigen Fusionszeitpunktes. So schlossen sich BASF und Bayer zu einer Interessengemeinschaft zusammen, der Agfa zum 1. Januar 1905 beitrat. Die I.G. konnte zusammen einige Projekte beginnen, die jedem einzelnen Mitgliedsunternehmen allein nicht gelungen wären. Die Idee für die Fusion und der daraus folgenden Interessengemeinschaft brachte Carl Duisberg von seinen USA-Reisen mit. 1913 hatte das Unternehmen 10.600 Mitarbeiter, davon 7.900 in Wiesdorf und fast 1.000 im Ausland. Tochtergesellschaften wurden in Frankreich, Großbritannien, Belgien, Russland und den USA gegründet. Der Export erbrachte 1913 einen Anteil von 60–80 Prozent des Unternehmensumsatzes.

### Der Erste Weltkrieg
Der Erste Weltkrieg traf Bayer wie die übrige deutsche Industrie unvorbereitet. Im ersten Kriegsjahr unterstützte Bayer Kriegsopfer durch die Versorgung mit ärztlichen Mitteln und von Grundbedürfnissen (Schlafstätten, warmes Essen). Im Hauptlaboratorium wurde ein Notlazarett eingerichtet, da man zunächst davon ausging, dass der Krieg nicht lange anhalten würde und daher die Produktion in dieser Zeit ruhen könne.
Durch Einberufungen zum Kriegsdienst entstand ein Mangel an Arbeitskräften, durch welchen die Produktion um die Hälfte reduziert werden musste. Anfragen des Kriegsministeriums nach kriegswichtigen Stoffen wie Kautschuk oder Sprengstoff wurden von Duisberg in den ersten Kriegsmonaten aus Gründen der Produktionstechnik und Sicherheit abgelehnt. Abgesehen vom Arbeitskräftemangel standen auch die damaligen Werksanlagen einer Sprengstoffproduktion entgegen. Die Ablehnung wurde, bedingt durch Umsatzeinbußen, zum Ende des Jahres 1914 aufgegeben, zumal inzwischen technische Fortschritte erreicht worden waren. Zur Sprengstoffproduktion wurde ein Werk in Köln-Flittard errichtet. Im Gaskrieg wurden mehrere zehntausend Tonnen an Chlorgas und Phosgen aus der Farbenproduktion der Bayer AG als Kampfgas eingesetzt. Im Juni 1916 begann das Unternehmen mit der Lieferung von Chlorpikrin (insgesamt 6.000 Tonnen) und ein Jahr später von Senfgas (auch „Lost“ genannt; insgesamt 45.000 Tonnen).
Zum Ausgleich von kriegsbedingten Umsatzeinbußen und einer besseren Koordination ihrer Produktionen mit BASF, Agfa, Cassella, Kalle & Co., Weiler-ter Meer, der Chemischen Fabrik Griesheim-Elektron und den Farbwerken Hoechst kam es 1916 zur Gründung einer Interessengemeinschaft, die den Gewinn untereinander aufteilte, den einzelnen Unternehmen aber ihre Selbständigkeit beließ.

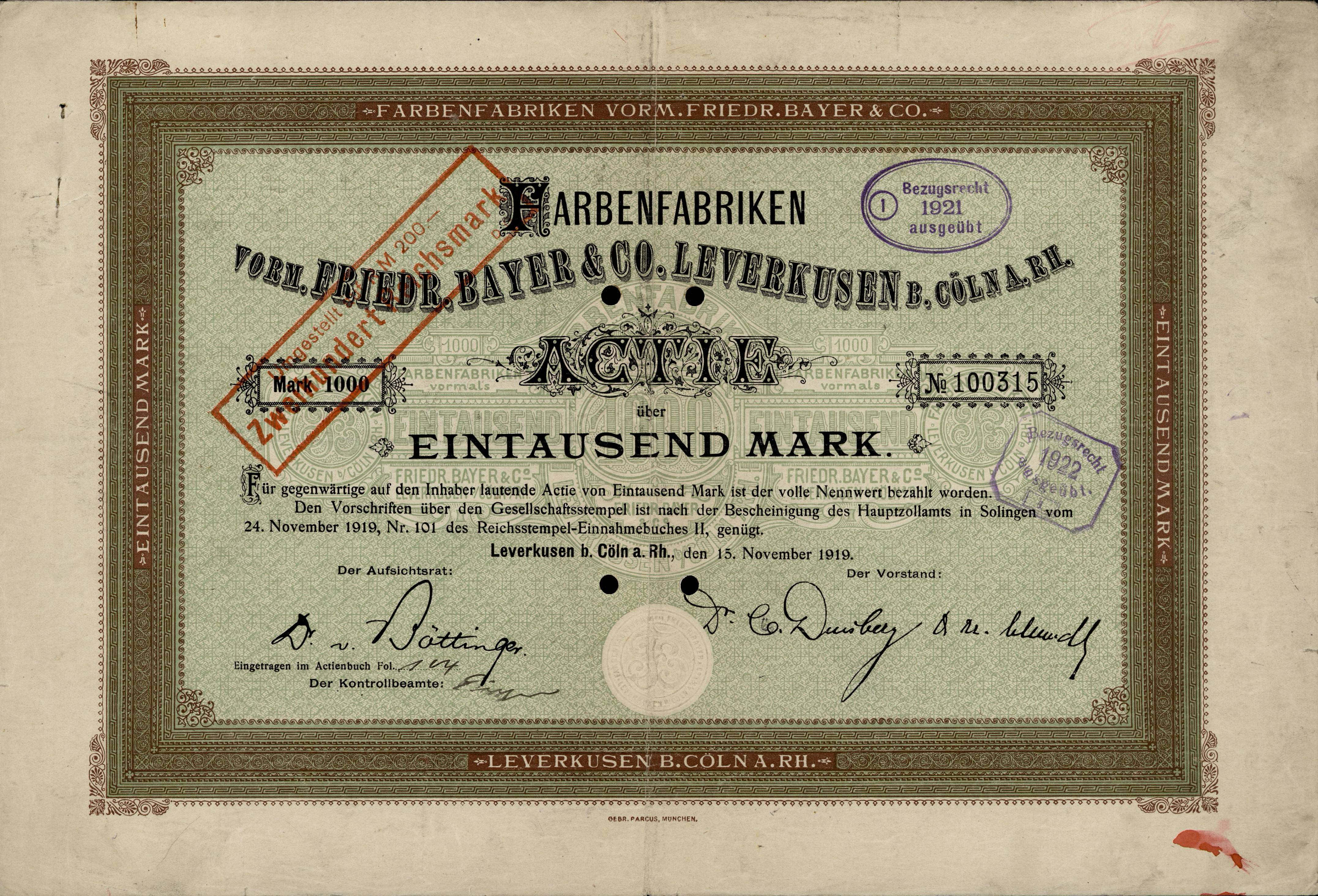
Aktie der Farbenfabriken vorm. Friedr. Bayer & Co in Leverkusen b. Cöln vom 15. November 1919

Nach Kriegsende 1918 besetzten britische Truppen unter anderem einen rechtsrheinischen Brückenkopf um Köln, wovon auch das Wiesdorfer Bayer-Werk betroffen war. Das Unternehmen verlor nach dem Krieg einen Großteil seiner Absatzmärkte. Der US-amerikanische Tochterkonzern wurde enteignet und die einzelnen Teile verkauft, der russische Unternehmensteil wurde im Zuge der Russischen Revolution enteignet.
Da das Werk Wiesdorf unversehrt blieb, konnten Forschung und Produktion rasch wieder aufgenommen werden. 1923 brachte Bayer das von den Chemikern Oskar Dressel und Richard Kothe 1916 entdeckte Suramin (Germanin), ein Mittel gegen die Schlafkrankheit, auf den Markt.

### Die I.G. Farben
Im Rahmen der seit 1904 bestehenden und 1916 ausgeweiteten Interessengemeinschaft wurde im November 1924 über eine zukünftige Ausweitung der Zusammenarbeit diskutiert – die deutsche Chemieindustrie stand nach dem Krieg deutlich schlechter da als zuvor, weil der gesamte Auslandsbesitz verloren war. Erneut fertigte Carl Duisberg eine Denkschrift an, in der er die Möglichkeiten des Fortbestandes diskutierte. Infrage kamen eine Fusion, eine Holding-Gesellschaft oder eine engere Bindung der Mitglieder aneinander. Duisberg persönlich präferierte die Holdinggesellschaft, während die meisten Vorstandsvorsitzenden der anderen Unternehmen möglichst rasch fusionieren wollten. Es bildeten sich in einem erbitterten Streitgespräch zwei Parteien – die eine, kleinere Partei, die wie Duisberg für eine Holding-Organisation plädierte, und die größere Partei – angeführt von Carl Bosch von der BASF –, die für eine Fusion stimmte. Schließlich stimmte der Gemeinschaftsrat der Interessengemeinschaft für eine Fusion.
Carl Duisberg legte daraufhin alle Ämter nieder, die er in den Farbenfabriken vorm. Friedr. Bayer et comp. (Farbenfabriken vormals Friedrich Bayer et Compagnie) und der Interessengemeinschaft innehatte, was Carl Bosch tief traf, der Duisberg als Kollegen sehr geschätzt hatte. Nach einer versöhnlichen Geste Boschs wurde Duisberg schließlich doch noch Aufsichtsratsvorsitzender in der neuen I.G. Farbenindustrie AG. Die neue Gesellschaft entstand durch die Umfirmierung der BASF. Von dieser wurden dann die anderen beteiligten Unternehmen übernommen. BASF, Bayer und die Farbwerke Hoechst (mit Cassella und Kalle) brachten jeweils 27,4 Prozent des Grundkapitals in das Gemeinschaftsunternehmen ein, Agfa 9 Prozent, Griesheim-Elektron 6,9 Prozent und Weiler ter-Meer 1,9 Prozent.
Sitz der I.G. Farben war Frankfurt am Main. Die Werke Wiesdorf, Dormagen und Uerdingen (Weiler-ter Meer) gehörten zur Betriebsgruppe Niederrhein. Aus dem übergroßen Aufsichtsrat von 50 Mitgliedern, in dem alle Aufsichtsratsbeisitzer der ursprünglichen Unternehmen saßen, wurde von Carl Duisberg ein Verwaltungsrat gebildet; aus dem Vorstand, der 83 Personen umfasste, von Carl Bosch ein Arbeitsausschuss. Zu diesem Zeitpunkt existierte die Firma Bayer nicht mehr im Handelsregister. Dennoch wurden alle Arzneimittel der I.G. Farben ab 1934 unter der Marke Bayer verkauft, weil der Name ein gutes Ansehen im In- und Ausland gewonnen hatte. In Leverkusen sank die Zahl der Arbeiter durch Rationalisierungen auf 5.400 Beschäftigte.
Ab 1926 wurde im Werk Kupferseide hergestellt, im Jahr 1927 wurde die Pflanzenschutzforschung in Leverkusen zentralisiert, sodass eine gezieltere Forschung möglich war.
Die Auswirkungen der Weltwirtschaftskrise machten sich ab 1929 auch in der I.G. bemerkbar: Über 45 Prozent der Arbeiter wurden entlassen, die Umsätze sanken rapide. In Leverkusen wurden von 12.450 Mitarbeitern im Jahr 1929 bis 1932 2.650 entlassen und die Arbeitszeit pro Woche und Tag wurde angehoben.
1930 schlossen sich die Gemeinden Wiesdorf, Schlebusch und Rheindorf unter dem Namen Leverkusen zur eigenständigen Stadt zusammen, woran das Bayer-Werk Leverkusen nicht unwesentlich beteiligt war. Die hohe Zahl von Arbeitsplätzen, die durch die Ansiedlung des Werks im Leverkusener Raum entstanden, legte eine administrative Vereinigung der betroffenen Gemeinden nahe. Zum einen konnten die Steuereinnahmen so einfacher unter den bisherigen Gemeinden aufgeteilt werden und zum anderen stand in Wiesdorf mit dem großen Bayer-Gelände nicht genug Siedlungsraum für die zuströmenden Arbeitskräfte zur Verfügung, wohl aber in den Nachbargemeinden. Den Namen Leverkusen entlieh man von der Bayer-Arbeitersiedlung am Rhein, die inoffiziell nach Leverkus benannt war und bis dahin Teil der Stadt Wiesdorf war.
Im Jahr 1931 wurde von einem heutigen Tochterunternehmen der Bayer AG, der Miles Inc., Alka-Seltzer erfunden. Das Produkt entwickelte ein bei Miles arbeitender Chemiker aus einem Gemisch aus Acetylsalicylsäure, Backpulver und Zitronensäure, mit dem ein Redakteur seine Mitarbeiter infolge einer Grippewelle in den USA, die Anlass für viele Arbeitsausfälle war, regelmäßig versorgte. Lange Zeit stagnierten die anfangs stark gestiegenen Verkaufszahlen und gingen schließlich sogar zurück. Die Radiowerbung verhalf dem rezeptfrei verkäuflichen Medikament schließlich zum Durchbruch.
Das Bayer-Kreuz, die mit 72 Metern Durchmesser damals größte freischwebende Leuchtreklame der Welt, wurde 1933 von Carl Duisberg erstmals eingeschaltet  – 2.200 Glühlampen sorgten für die Beleuchtung; zwischen zwei 126 Meter hohen Schornsteinen wurde es befestigt.

### Zeit des Nationalsozialismus

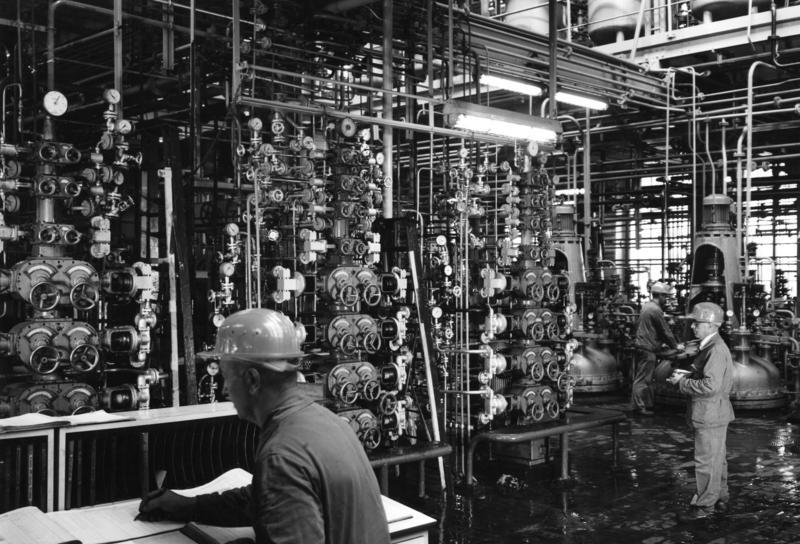
Teile einer Anlage zur Kautschukproduktion

Die Arbeiterzahl stieg in der Zeit des Nationalsozialismus durch einen Konjunkturaufschwung zunächst an. Die zwangsweise entlassenen jüdischen Arbeiter und Forscher fehlten jedoch im Bayer-Laboratorium. Als Hitler von Carl Bosch in einem persönlichen Gespräch darauf hingewiesen wurde, dass man dadurch „um hundert Jahre zurückgeworfen“ werde, antwortete er: „Dann werden wir eben 100 Jahre ohne Chemie und Physik arbeiten“. Nach dem Tod Duisbergs 1935 wurde Hans Kühne Werksleiter.
Die I.G. und das Leverkusener Werk gehörten für das nationalsozialistische Regime im Zweiten Weltkrieg zu den kriegswichtigen Betrieben. Für die Kriegswirtschaft war zur Produktion von Kriegsmaterial chemisches Wissen elementar. So produzierte der Betrieb Stoffe wie Öl- und Schmierstoffe, Kautschuk sowie verschiedene Gase.
Zwangsarbeit
Aufgrund der Einstufung als „kriegswichtiger Betrieb“ wurden in den Werken der Betriebsgemeinschaft Bayer Zwangs- und Fremdarbeiter eingesetzt. In den ersten Jahren begann die Betriebsführung damit, die Arbeitszeiten zu erhöhen. Weil nur diejenigen Arbeiter vom Kriegsdienst freigestellt wurden, die als „Schlüsselkräfte“ freigestellt waren, reichte diese Maßnahme nicht aus, um den Bedarf zu decken. Die Einstufung Bayers als „kriegswichtiger Betrieb“ hatte eine Bevorzugung bei der Zuteilung von Materialien und Rohstoffe zur Folge, sodass hier kaum Mangel entstand. Die unternehmenseigene Geschichtsdarstellung verweist darauf, dass „man es zunächst mit der Anwerbung freiwilliger Arbeiter im Ausland [versucht]“ habe. Ob allerdings tatsächlich anfänglich auch freiwillige Arbeiter im I.G. Farbenwerk Leverkusen gearbeitet haben, oder ob sie direkt aus deportierten Einwohnern besetzter Länder beziehungsweise Kriegsgefangenen ausgewählt worden sind, geht aus den Unterlagen nicht eindeutig hervor und wird von der Bayer AG nicht eindeutig dargestellt. Wolff führt aus, dass sich nach einer Werbeaktion durch das Leverkusener I.G. Farbenwerk freiwillige Arbeiter aus Polen von selbst eingefunden hätten und erst im Anschluss, als das Freiwilligenpotenzial erschöpft gewesen war, Zwangsarbeiter rekrutiert worden seien. Anders als Wolff schätzt Herbert die Relevanz freiwilliger Arbeitskräfte geringer ein und geht davon aus, dass bereits ein halbes Jahr nach Kriegsbeginn keine nennenswerte Zahl von Freiwilligen mehr zu verzeichnen gewesen sei.
Der weitere Ablauf der „Rekrutierung“ der Zwangsarbeiter ist unklar und wird in der Literatur sehr unterschiedlich dargestellt. Es wird einerseits auf die staatliche Zuweisung der Arbeitskräfte verwiesen, die „den Betrieben kaum Spielraum für eigene Dispositionen ließ“. Es sei, um die staatlichen Produktionsauflagen erfüllen zu können, nötig gewesen, Zwangsarbeiter bei den örtlichen Arbeitsämtern anzufordern. Die Arbeitsämter wiesen wiederum die Arbeitskräfte zu. Das Zuweisen der Arbeitsstellen sei also ausschließlich von staatlicher Hand erfolgt, sodass kein Einfluss durch die Wirtschaft möglich gewesen sei. Im Gegensatz dazu führt Stefanski aus, dass der damalige Betriebsleiter Ulrich Haberland in Protokollen bestätigt habe, dass das Farbenwerk Leverkusen eine Vorreiterrolle bei der Beschaffung von Zwangsarbeitern gespielt habe.
Als erste Begründung für die Anforderung von Zwangsarbeitern wurden eine „arbeitsmäßig […] verhältnismäßig bedrängte Lage“ und ein ungerechter Ausschluss des Werkes Leverkusen von polnischen Facharbeitern angegeben, weil die anderen Werke der I.G. Farben (beispielsweise Hoechst) bereits Arbeitskräfte zugesagt bekommen hatten. Zeitgleich wurde ein „Antrag auf Genehmigung zur Beschäftigung von ausländischen, nicht wirtschaftlichen Arbeitskräften“ durch das Arbeitsamt Opladen bewilligt. Nach der ersten Deportation polnischer Zwangsarbeiter folgten weitere Arbeitskräfte, vorwiegend aus den besetzten Ländern Belgien und den Niederlanden. 1941 folgten im März auf Anforderung 250 Italiener. Auf eine im Januar 1941 gestellte Anforderung von „150 polnische[n] Mädchen mit besonderer Fingerfertigkeit“ trafen zunächst weitere polnische Männer ein, ehe im Mai auch 21 Frauen und Mädchen geschickt wurden, die sich der Einfuhr nach Deutschland zwar nicht offiziell verweigerten, deren Lebensumstände eine Bereitschaft, die Heimat zu verlassen, jedoch nicht erkennen ließ. In Interviews gaben die Befragten an, behördlich Versuche gegen den Abtransport unternommen zu haben, die jedoch erfolglos blieben. Daraufhin hätten sie sich gewaltlos gebeugt, weil das Verweigern zur Verschlechterung ihrer Situation oder zur Einziehung eines anderen Familienmitgliedes geführt hätte. Betroffene erzählten aber auch von plötzlichen Verschleppungen zum Beispiel während eines Einkaufsbummels mit direktem Transport zum Bahnhof.
| Jahr | Anzahl |
| ---- | ------ |
| 1940 | 62     |
| 1941 | 905    |
| 1942 | 2.080  |
| 1943 | 1.870  |
| 1944 | 4.300  |

Insgesamt sollen in den folgenden Jahren in den I.G. Farben-Werken in Leverkusen bis zu 4.500 Zwangsarbeiter gleichzeitig gearbeitet haben, wobei die offizielle Geschichtsschreibung der Bayer AG die Zahl 4.300 als Höchststand nennt. Weinmann trägt eine Zahl von 4.460 Personen zusammen, wobei unklar bleibt, ob die später genannten 1.735 Zwangsarbeiter aus den Lagern in Köln dort einberechnet worden sind. Der überwiegende Teil der Arbeiter stammte aus Polen (56 Prozent), wobei dies in jeweils unterschiedlichen Abteilungen noch variierte. So waren beispielsweise in der Fotoabteilung 83 Prozent der Arbeitskräfte polnischer Herkunft.
Bis auf wenige Ausnahmen waren laut Befragungen die Arbeiten (insbesondere die der Polinnen) unangenehm, körperlich anstrengend und in vielen Fällen zudem gesundheitsschädlich. Um jugendliche Arbeiter beschäftigen zu können, wurde der Jugendschutz durch Verordnung des Reichsarbeitsministers aufgehoben. Die Bestrafung bei unentschuldigtem Fehlen oder Verstößen gegen Disziplin und Ordnung erfolgte unter anderem durch Entzug der Essensmarken, nach Aussagen von Zeitzeugen aber auch durch körperliche Gewalt oder kurzzeitiges Einsperren auf sehr eng begrenztem Raum. Die Strafen wurden willkürlich teilweise von der Sozialabteilung, teilweise auch direkt von den Aufsehern verhängt. In einigen, sehr wenigen Fällen wurden Vergehen mit Polizeigewahrsam geahndet.
Erhalten sind Unterlagen, aus denen hervorgeht, dass die Firma Bayer 150 weibliche Häftlinge für „170 RM je Stück“ anforderte und erhielt. In einem weiteren Schreiben hieß es dann: „Die Experimente sind durchgeführt worden, alle Personen sind gestorben. In Kürze werden wir uns mit Ihnen zwecks weiterer Lieferungen in Verbindung setzen.“
1943 wurde Ulrich Haberland Nachfolger von Hans Kühne als Werksleiter in Leverkusen. Am 26. Oktober 1944 wurde das Werk in Leverkusen, nachdem schon 1940 erste Bomben das Werk getroffen hatten, bei einem verheerenden Luftangriff stark beschädigt und anschließend komplett stillgelegt, da keine gefahrlose Arbeit mehr stattfinden konnte.
Am 14. April 1945 nahmen amerikanische Truppen das Werk Leverkusen ein. Die Werke am Niederrhein lagen in der Britischen Besatzungszone. 1947 übernahm die britische Militärverwaltung die Kontrolle über Leverkusen und damit in den folgenden Jahren die vollständige Kontrolle über die Werke.

### Wiederaufbau in der Nachkriegszeit
In den ersten Jahren der Nachkriegszeit war der Fortbestand der I.G. Farbenindustrie AG ungewiss. Alle Werke waren bei Kriegsende besetzt und unter alliierte Militärverwaltung gestellt. Am 5. Juli 1945 verfügte die Militärregierung in ihrer Anordnung Nr. 2 zum Gesetz Nr. 32 die Beschlagnahmung des gesamten I.G. Farben-Vermögens. Für einen Teil der Werke wurde die Demontage geplant, die übrigen Teile sollten soweit möglich in kleine Einheiten zerlegt werden, weil die Alliierten die I.G. als kriegswichtigen Rüstungsbetrieb ansahen und Deutschland nachhaltig kriegsunfähig machen wollten.
Der Aufbau des Werkes in Leverkusen war unorganisiert und verlief zu großen Teilen ohne Versicherung, Lohn oder Ausbildung, sodass sich beispielsweise Chemiker als Glaser oder Sekretäre als Schreiner betätigen mussten. Da eine große Nachfrage an den Produkten bestand, musste der Wiederaufbau rasch durchgeführt werden. Die Produktion wichtiger Fabrikate konnte trotz des „Schwebezustandes“ der I.G. wieder aufgenommen werden. Die Rückkehr der Arbeiter aus dem Krieg und aus der Kriegsgefangenschaft stellte die Stadt und das häufig für die Arbeiter sorgende Unternehmen zunächst vor Probleme, da die Unterbringung und Versorgung aufgrund der Hungersnot sehr schwierig war.
Kurz vor der Währungsreform 1948 und der damit verbundenen Inflation war es außerdem schwierig, einen angemessenen Lohn auszuzahlen. Stattdessen blühte in dieser Zeit der Schwarzmarkt; daher bot das Unternehmen eher inoffiziell auch Tauschwaren als Lohn an.
In Nürnberg mussten sich 23 Leitende Angestellte der I.G. Farben im I.G.-Farben-Prozess wegen Kriegsverbrechen, Verbrechen gegen die Menschlichkeit, Versklavung, Mitgliedschaft in einer verbrecherischen Organisation und ähnlichen Anklagen verantworten. 10 Angeklagte wurden freigesprochen, die übrigen zu Gefängnisstrafen zwischen 18 Monaten und 8 Jahren verurteilt.

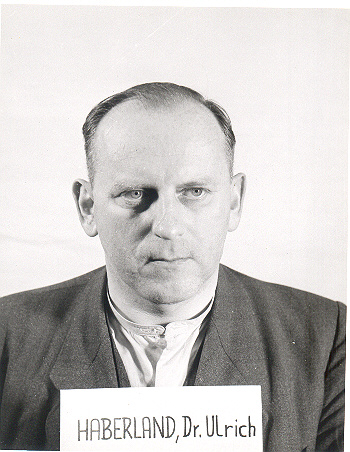
Ulrich Haberland, von 1951 bis 1961 Vorstandsvorsitzender

1950 schuf die Alliierte Hohe Kommission mit dem Gesetz Nr. 35 die Voraussetzung für die Entflechtung der I.G. Farben in zwölf „wirtschaftlich gesunde und unabhängige“ Teile. Unter diesen zwölf Unternehmen befand sich die nach langen Verhandlungen neu gegründete Firma „Farbenfabriken Bayer Aktiengesellschaft“. Der neue Vorstandsvorsitzende Ulrich Haberland kämpfte darum, das Werk Dormagen mit in das Bayer-Unternehmen einzubeziehen, da es alleine kaum lebensfähig gewesen wäre. Zur neuen Bayer AG gehörte neben den bereits vor 1925 bestehenden Werken Dormagen, Elberfeld und Leverkusen das Werk Krefeld-Uerdingen, welches vor der I.G. Farben das Unternehmen Weiler ter-Meer war.
Bereits vier Jahre nach Kriegsende wurden wieder erste Auslandsverbindungen geknüpft. Eine Vertretung in Frankreich, die zunächst Anteile an einem ähnlichen Chemiekonzern hatte, erhöhte diese Anteile allmählich. Heute ist diese Vertretung ein hundertprozentiges Tochterunternehmen der Bayer AG. Dieses Vorgehen war für Bayer typisch, da sie in vielen weiteren Fällen so oder ähnlich arbeitete.
1952 wurden neue Großproduktionen, wie Mittel zur Bekämpfung von Tuberkulose oder die Produktion von Penicillin, eingeführt. Im selben Jahr wurde die Bayer-Wohngesellschaft wieder gegründet, die erneut Werkswohnungen zur Verfügung stellte. Ein Jahr später trat die Bayer AG wieder auf den Aktienmarkt und die Bayer-Aktie wurde erneut eingeführt. Im Juni 1953 brachte Bayer das erste Neuroleptikum (Chlorpromazin) als Lizenzprodukt von Rhône-Poulenc auf den deutschen Markt.

### Wirtschaftswunder

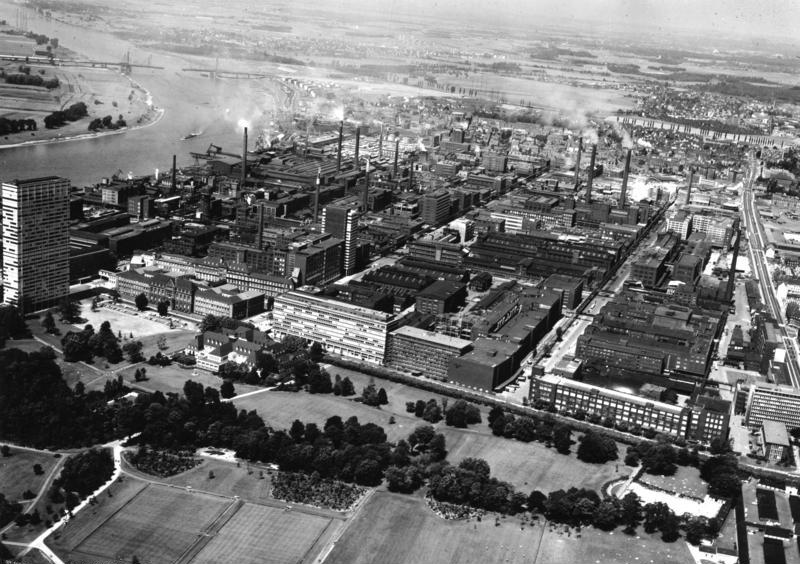
Werk Leverkusen 1965

Der Konzern gründete 1954 mit den Werken in Buenos Aires zur allgemeinen Auslagerung von Produktion, New Martinsville in West Virginia, in dem die Vorproduktion von Polyurethan-Kunststoffen stattfinden sollte, Vero Beach in Florida, um die Forschung an sub- und tropischen Pflanzenschutzmitteln zu erleichtern und Chile für synthetische Gerbstoffe erstmals nach dem Krieg international Produktionsstätten. Außerdem wird die brasilianische Tochter Chimica Bayer Ltda. zurückgewonnen.
1957 erschloss das Unternehmen Erdöl als profitables Geschäftsfeld. In einer Zusammenarbeit mit der BP Benzin- und Petroleum-Gesellschaft mbH aus Hamburg wurde die Erdölchemie GmbH gegründet. Die sogenannte Petrochemie war damit eine der wichtigsten Lieferanten für organische Rohstoffe.

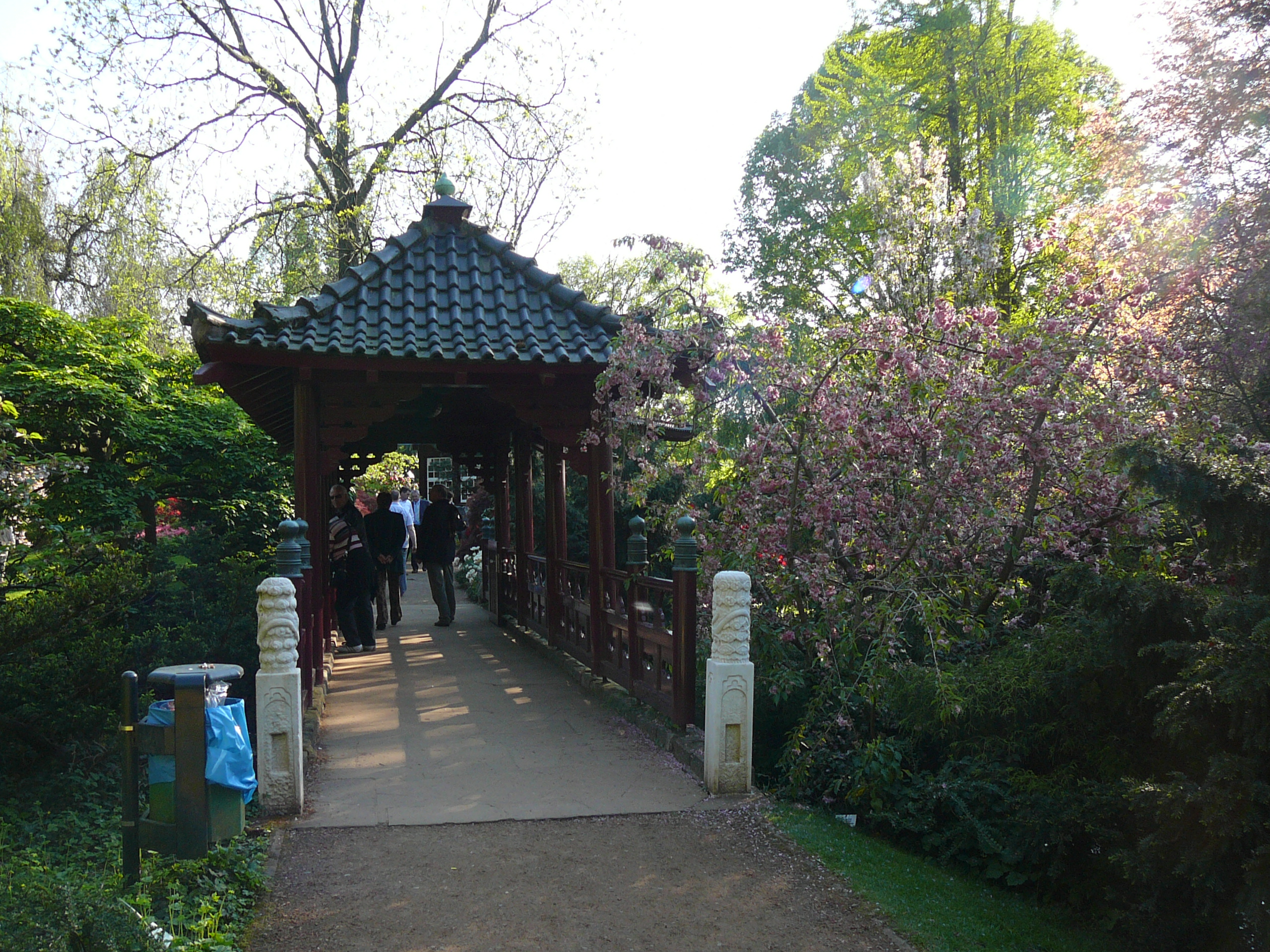
Japanischer Garten heute

Bayer konzentrierte sich nun wiederum auf Forschung und Entwicklung und konnte einen positiven Geschäftsverlauf im Rahmen des „Wirtschaftswunders“ verzeichnen. Nachfolger des 1961 verstorbenen Ulrich Haberland als Vorstandsvorsitzender war von 1961 bis 1974 Kurt Hansen. Mit ihm wurden in der Bayer AG Großrechner eingeführt und es gab durch den Neubau des Bayer-Hochhauses, der 1960 begann, einige Verschiebungen des Japanischen Gartens.
1962 hatte der Konzern in der Bundesrepublik Deutschland 61.000 Beschäftigte und erwirtschaftete einen Jahresumsatz von 4 Milliarden DM. In diesem Jahr wurden weitere Außenwerke in Thailand, Japan, auf den Philippinen und in Australien gegründet. Diese Neugründungen förderten neben der Produktion auch die internationalen Kontakte, die sich nach dem Zweiten Weltkrieg zunächst mühsam entwickelt hatten.
Die Bayer-Tochter Agfa AG und die Gevaert AG schlossen sich 1964 zusammen. Dies geschah, um die Produkte von Gevaert für professionelle Filme, beispielsweise große Filmrollen für Kinos oder Röntgenapparate, und die Angebote der Agfa im Bereich der Fotografie für jedermann zu kombinieren. Wirtschaftlich gesehen war der Zusammenschluss günstig, weil beide Unternehmen alleine nicht international konkurrenzfähig gewesen wären.
In Italien wurden die erstmals 1899 begründeten und durch den Zweiten Weltkrieg abgerissenen Marktbeziehungen wieder aufgenommen. Bereits 1946 konnte Bayer seine Rechte zurückgewinnen, hatte jedoch noch keinen sicheren Halt gefunden. Erst 1967 wurde dieser durch die „Bayer Italia S.p.A.“ wiederhergestellt.
Die geschäftlichen Beziehungen in die USA waren zerstört: Der Name „Bayer“ konnte nicht mehr zurückgewonnen werden, und die Unternehmensteile waren größtenteils zerstreut und in anderen Besitz übergegangen. 1954 wurde daher das Gemeinschaftsunternehmen „Mobay“ mit Monsanto in den USA gegründet, der Name setzt sich aus den jeweils ersten Buchstaben der beiden Gründerfirmen zusammen. Das Unternehmen produzierte unter anderem Agent Orange für den Einsatz im Vietnamkrieg. 1967 wurde Mobay aus Pittsburgh eine hundertprozentige Bayer-Tochter.
1969 wurden alle Lehrwerke, -produktionen und -werkstätten in einem Komplex zusammengefasst, der auf dem Flittarder Feld in Köln direkt an der Stadtgrenze zu Leverkusen lag.

### Entwicklung bis 2001
1971 wurde eine neue Konzernstruktur entwickelt. Die funktionale Struktur, die jeder einzelnen Sparte – auch dem Rechnungs- oder Personalwesen – einen Vorstand zuordnete, wurde abgeschafft, um dem Wachstum des Unternehmens und der wachsenden Unübersichtlichkeit gerecht zu werden. Jede Sparte, jeder Zentralbereich und die einzelnen Werksverwaltungen bekamen einen eigenen kleinen „Vorstand“, aus dem schließlich zwei Spartenleiter gewählt wurden. Die Spartenleiter waren paritätisch ein Chemiker und ein Kaufmann.
1973 wurde das Bayer-Werk in Brunsbüttel an der Elbe errichtet. Ein Grund war die gute Erreichbarkeit per Schiff, zudem bot der Ort genug Platz, um sich gegebenenfalls auszudehnen. Eingesetzt für dieses Werk, und daher auch gefördert, hatte sich die Landesregierung Schleswig-Holstein, weil es die Industrialisierung des immer noch eher landwirtschaftlich geprägten Raumes begünstigte.
Nachdem Kurt Hansen 1974 in den Aufsichtsrat gewechselt war, übernahm Herbert Grünewald bis 1984 den Vorsitz. In der Zeit von 1978 bis 1981 übernahm Bayer erneut einige Unternehmen: Dazu zählten die Miles Inc., die zu 97 Prozent in den Besitz von Bayer überging, und auch die Agfa-Gaevert, die hundertprozentige Tochter der Bayer wurde. Durch die Übernahme von Miles Inc. erreichte Bayer eine recht bedeutende Stellung auf dem Aktienmarkt der USA. Die Pflanzenschutzforschung wurde ebenfalls weiter ausgebaut, 1979 begann man in Monheim mit dem Bau eines Pflanzenschutzzentrums.
1990 beschäftigte Bayer 171.000 Mitarbeiter und erzielte einen Jahresumsatz von 41,643 Milliarden DM. Das Unternehmen widmete sich
nach dem Fall des Eisernen Vorhangs vermehrt den neuen Absatzmärkten in Osteuropa. 1994 nahm ein neues Bayer-Werk in Bitterfeld die Produktion von Aspirin auf. Der Konzern kann seit 1995 in den USA wieder unter dem Namen ‚Bayer‘ auftreten, da das Unternehmen mit Kauf des Unternehmens Sterling Winthrop auch die Namensrechte für die USA zurückerwarb (Nach dem Ersten Weltkrieg waren die Bayer-Patente von den USA als Feindvermögen beschlagnahmt worden). Auf Hermann J. Strenger, der von 1984 bis 1992 Vorstandsvorsitzender war, folgte von 1992 bis 2002 Manfred Schneider.
Am 22. Oktober 1999 kam es in dem in den Peruanischen Anden gelegenen Dorf Tauccamarca zu einem Unfall, bei dem 42 der 48 Kinder des Dorfes zunächst vergiftet wurden und 24 von ihnen verstarben. Die Vergiftungen wurden durch die unsachgemäße Verwendung eines Parathion-methyl enthaltenden Insektizids verursacht, welches versehentlich unter das Milchpulver der örtlichen Schule gemischt worden war. Eine Untersuchungskommission des peruanischen Kongresses warf Bayer im Herbst 2002 eine unzureichende Kennzeichnung mit Warnhinweisen auf den Originalkunststoffbehältern vor. Die ein Kilogramm des hochgiftigen Insektizids enthaltenden Verpackungen waren nur in dem unter den Quechua-Indianern wenig gebräuchlichen Spanisch etikettiert und zeigten das Bild einer Pflanze. Es waren keine Sicherheitshinweise in Form von Piktogrammen vorhanden.
Im Oktober 2001 übernahm Bayer die Pflanzenschutz-Sparte von Aventis. Mit einem Preis von 7,25 Milliarden Euro stellte dies den bis dato größten Aufkauf in der Geschichte von Bayer dar. Ein Jahr später kaufte Bayer auch die Saatgutabteilung von Aventis und wurde neben Monsanto, DuPont, Pioneer und Syngenta zu einem der größten Saatgutkonzerne weltweit. Am 1. Oktober 2002 wurde Bayer CropScience AG rechtlich selbständig. Mit 22.000 Mitarbeitern und einem Umsatz von 6,5 Milliarden Euro belegt sie den zweiten Rang auf dem Markt der Pflanzenschutz-Industrie.

### Umstrukturierung des Konzerns 2002 bis 2005

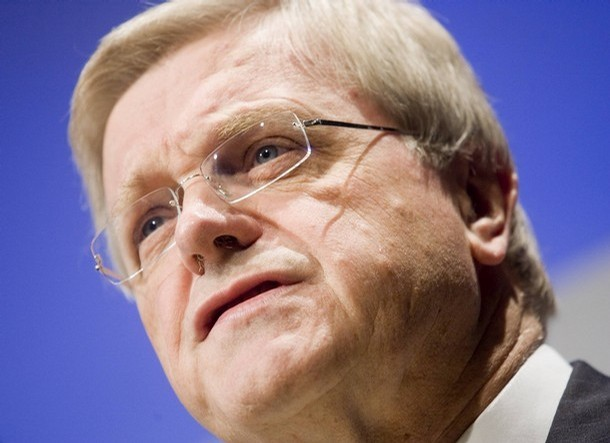
Werner Wenning, Vorstandsvorsitzender 2002–2010

Am 13. September 2001 wurde Werner Wenning zum neuen Vorstandsvorsitzenden des Bayer-Konzerns gewählt. Der bisherige Vorstandsvorsitzende Manfred Schneider wurde Aufsichtsratsvorsitzender. Unter dem neuen Vorstandschef Wenning begann zwischen 2002 und 2005 eine der größten Umbruchphasen des Konzerns. Die Notwendigkeit der Neuausrichtung wurde verstärkt durch die erheblichen wirtschaftlichen Schwierigkeiten aufgrund der Lipobay-Krise und den stark eingebrochenen Aktienkurs. Zunächst wurden die bisherigen Geschäftsbereiche der Bayer AG (Pflanzenschutz, Pharma, Polymere und Chemie) in eigenständige Teilkonzerne (Bayer CropScience, Bayer HealthCare, Bayer Polymers und Bayer Chemicals) unter dem Dach einer Holding formiert. Weitere Teile der Bayer AG wurden in Servicegesellschaften wie Bayer Technology Services, Bayer Industry Services (seit 1. Januar 2008 Currenta) und Bayer Business Services ausgegliedert. In anderen Ländern wurden substanzielle Geschäftsbereiche in eigenständige Gesellschaften getrennt.
Vom 24. Januar 2002 bis Ende September 2007 wurde die Bayer-Aktie in New York unter dem Symbol BAY gehandelt. Der Börsengang sollte zunächst am 26. September 2001 stattfinden, musste jedoch wegen des Lipobay-Skandals verschoben werden. Mit dem Rückzug von der New Yorker Börse strebte das Unternehmen die komplette Deregistrierung und somit das Beenden aller Berichtspflichten an die US-Börsenaufsicht Securities and Exchange Commission (SEC) an. Bayer folgte damit der BASF, welche kurz zuvor ebenfalls ein Delisting bekanntgab.
Am 11. Oktober 2002 wurde der kanadische Diagnostikahersteller Visible Genetics Inc. für 61,4 Mio. US-Dollar gekauft.
Ende 2003 wurde bekanntgegeben, dass der Teilkonzern Bayer Chemicals zusammen mit größeren Teilen des Kunststoffgeschäfts des Teilkonzerns Bayer Polymers als unabhängige Gesellschaft aus dem Konzern ausgegliedert werden sollte. Der Teilkonzern Bayer Polymers wurde zum 1. Januar 2004 in Bayer MaterialScience umbenannt. Die Abspaltung der Bereiche wurde zum 1. Februar 2005 in Form eines Spin-offs und mit dem Börsengang als Lanxess komplett vollzogen.
Wie im Sommer 2004 angekündigt, wurde mit Beginn des Jahres 2005 die OTC-Sparte (rezeptfreie Medikamente) der Schweizer Roche (inklusive des 50-prozentigen Anteils des gemeinsamen OTC-Joint-Ventures) übernommen. Mit dieser Übernahme wurde der Pharmabereich neu ausgerichtet. Ziel sei es, das weltweit führende Unternehmen im Markt für rezeptfreie Medikamente zu werden.
Die Umstrukturierungen haben den Bayer-Konzern aus den zwischenzeitlichen roten Zahlen wieder hinausgeführt. Im Jahr 2005 betrug der Umsatz 27,383 Milliarden Euro und lag damit 17,6 Prozent über dem Umsatz von 2004. Dabei verbesserte sich das operative Ergebnis um 50 Prozent von 1,875 Milliarden Euro im Geschäftsjahr 2004 auf 2,812 Milliarden Euro im Geschäftsjahr 2005. Die Dividende wurde von 0,55 Euro (2004) auf 0,95 Euro (2005), 1,00 Euro (2006) und 1,35 Euro (2007) erhöht.

### Entwicklung seit 2005
Am 23. März 2006 gab der Bayer-Konzern ein Übernahmeangebot für den Berliner Pharmahersteller Schering AG ab und überbot damit die Merck KGaA. Bayer bot den Aktionären 86 Euro pro Aktie gegenüber 77 Euro von Merck. Das geplante Transaktionsvolumen sollte dabei etwa 16,5 Milliarden Euro betragen. Bis 30. Mai 2006 wollte Bayer mindestens 75 Prozent der Schering-Anteile besitzen. Allerdings musste diese Frist aufgrund der schlechten Nachfrage auf den 14. Juni 2006 verlängert werden. Kurz vor Fristende wurde bekannt, dass Merck den ursprünglichen Anteil an Schering durch Zukäufe auf bis zuletzt 21,8 Prozent erhöht hatte. Mit Erreichen der Sperrminorität von 25 Prozent hätte Merck die Übernahme zunächst verhindern können. Am 14. Juni einigten sich Bayer und Merck darauf, dass Bayer die Schering-Anteile von Merck für einen Preis von 89 Euro pro Aktie übernehmen würde, wodurch Merck einen Ertrag von 400 Millionen Euro erzielte. Dieser erhöhte Preis wurde den anderen Schering-Aktionären erfolgreich angeboten. Die Übernahme kostete Bayer somit fast 17 Milliarden Euro.
Am 13. September 2006 beschloss die letzte Hauptversammlung der Schering AG einen Beherrschungs- und Gewinnabführungsvertrag. Die Firma wurde am 29. Dezember 2006 in „Bayer Schering Pharma AG“ umbenannt. Bayer hielt nun mehr als 95 Prozent der Anteile und konnte damit die restlichen Anteilseigner der Schering AG durch Ausschluss von Minderheitsaktionären („Squeeze-out“) aus dem Unternehmen drängen und schließlich das Unternehmen von der Börse nehmen.
Am 29. Juni 2006 wurde bekannt, dass Bayer die Division Diagnostics von Bayer HealthCare an Siemens verkaufte. Der Kaufpreis lag bei 4,2 Milliarden Euro. Dieser Rückzug von Bayer aus dem stark von Elektronik beeinflussten Diagnostic-Geschäft war schon länger vorbereitet und hing nicht mit der Übernahme von Schering zusammen. Dennoch erleichterte der Nettozufluss von 3,6 Milliarden Euro die Finanzierung dieser Transaktion. Nicht verkauft wurden die Bereiche Diabetes Care und Kontrastmittel.
Im März 2014 schloss Bayer mit Erreichen eines Aktienanteils von 98,2 Prozent die Übernahme der auf Krebsmedikamente spezialisierten norwegischen Pharmafirma Algeta ab.
Im Mai 2014 gab Bayer bekannt, das OTC-Geschäft des US-Pharmakonzerns Merck, Sharp & Dohme für 14,2 Milliarden US-Dollar in bar übernehmen zu wollen. Mit dieser Übernahme wurde Bayer hinter Johnson & Johnson zweitgrößter Anbieter rezeptfreier Medikamente und Gesundheitsprodukte der Welt.
Im September 2014 kündigte Bayer die Abspaltung und den Börsengang der MaterialScience-Sparte an. Knapp neun Monate später, am 1. Juni 2015, wurde der Name des neuen Unternehmens veröffentlicht, welches seit dem 1. September 2015 als Covestro firmiert. Der Börsengang erfolgte am 6. Oktober 2015. Zum Jahresende 2018 hält Bayer nach dem Verkauf größerer Covestro-Anteile noch 6,8 Prozent, um damit eine im Jahr 2020 fällige Umtauschanleihe zu bedienen.
Bayer legte am 23. Mai 2016 ein offizielles Angebot vor, den US-Agrarchemiekonzern Monsanto für 62 Milliarden US-Dollar zu übernehmen. Den Anteilseignern wurde ein Barangebot von 122 US-Dollar pro Aktie unterbreitet. Werner Wenning als damaliger Aufsichtsratsvorsitzender der Bayer AG gemeinsam mit Werner Baumann als damaliger Vorstandsvorsitzender der Bayer AG haben sich dabei für die schon damals sehr kontrovers diskutierte Übernahme von Monsanto durch die Bayer AG nachhaltig eingesetzt und diese befördert. Es wäre bereits zu diesem Zeitpunkt der mit Abstand größte Zukauf der Bayer-Geschichte gewesen. Das Management von Monsanto teilte am Folgetag die Ablehnung des Angebots mit, da die Offerte zu niedrig sei. Für konstruktive Gespräche sei man aber offen. Am 6. September 2016 wurde das Angebot auf 127,50 US-Dollar pro Aktie erhöht. Am 14. September 2016 wurde bekannt, dass Monsanto die Übernahme durch Bayer akzeptierte. Der Kaufpreis lag bei 66 Milliarden US-Dollar (60 Milliarden Euro) und ist damit die bislang größte Übernahme durch einen deutschen Konzern im Ausland. Gleichzeitig wurde Bayer das weltweit führende Unternehmen im Agrarchemiegeschäft bei Zustimmung der Kartellbehörden zur Übernahme.
Am 21. März 2018 stimmte die EU-Kommission der geplanten Übernahme von Monsanto unter Auflagen zu. So hatte sich Bayer zuvor verpflichtet, fast sein gesamtes weltweites Geschäft für Saatgut und agronomische Merkmale einschließlich der Forschung an BASF zu verkaufen. Darüber hinaus sollte BASF das Geschäft mit dem Pflanzenschutzmittel Glufosinat sowie drei wichtige Forschungsprogramme für Breitbandunkrautvernichtungsmittel übernehmen. Auch das Gemüsesaatgutgeschäft wurde im Zuge der Monsantoübernahme an die BASF veräußert.
Am 10. August 2018 wurde Monsanto von einem kalifornischen Geschworenengericht verurteilt, einem Krebsopfer Schadenersatz von 289 Millionen US-Dollar zu zahlen. Zudem wurde bekannt, dass 5.000 ähnliche Klagen Krebsgeschädigter in den USA anstehen, worauf der Aktienkurs von Bayer um bis zu 11 % nachgab.
Anfang 2019 entdeckten und meldeten Datenjournalisten des Bayerischen Rundfunkes die Schadsoftware Winnti, welche den Bayer-Konzern angreife. Dabei sollen die Schnittstellen zwischen Internet, Intranet aber auch Autorisierungssysteme infiziert worden sein. Der Konzern wurde vor Veröffentlichung gewarnt und entfernte die Schadsoftware, ohne dass Daten abgeflossen seien.
Anfang April 2019 teilte das Unternehmen mit, dass in Folge eines Sparprogramms, das Werner Baumann im Dezember 2018 vorstellte, 12.000 Jobs weltweit abgebaut werden sollten. In Deutschland sollten dazu etwa 4500 Stellen abgebaut werden, was vor allem den Standort Wuppertal und die Zentrale in Leverkusen betreffen sollte.
Am 26. April 2019 wurde dem amtierenden Vorstand unter dem Vorsitzenden Baumann auf der Hauptversammlung mit 55,5 % Gegenstimmern die Entlastung verweigert, ein in der Geschichte eines DAX-Konzernes einmaliger Vorgang. Das geschah vor dem Hintergrund anhaltender Kritik an der Übernahme von Monsanto und den Folgen für das Unternehmen.
Am 13. Mai 2019 verlor Bayer den dritten Glyphosat-Prozess wegen des Unkrautvernichters Roundup. Das Urteil verpflichtet zur Zahlung von mehr als zwei Milliarden US-Dollar (über 1,78 Milliarden Euro) an das klagende Ehepaar, die beide über 70 Jahre alt und an Lymphdrüsenkrebs erkrankt sind.
Der Kreis Los Angeles reichte am 30. Mai 2019 beim zuständigen kalifornischen Bundesbezirksgericht Klage wegen angeblich schon vor Jahrzehnten verursachter Umweltschäden ein. Das Unternehmen müsse sich an den Kosten für die Säuberung von Dutzenden mit PCB-Chemikalien verseuchten Gewässern beteiligen und Strafschadenersatz zahlen, forderten die Kläger. Der Konzern teilte mit, die Klage zu prüfen, gehe aber davon aus, dass die Vorwürfe haltlos seien. Monsanto habe die PCB-Produktion vor mehr als 40 Jahren freiwillig eingestellt. Die Kläger werfen Monsanto vor, jahrzehntelang verheerende Folgen der toxischen Schadstoffe für Natur und Lebewesen verschwiegen zu haben. Das Unternehmen sei von 1935 bis 1977 der einzige Hersteller von Polychlorierten Biphenylen (PCB) in den Vereinigten Staaten gewesen. 1979 wurde die Chemikalie dort verboten.
Ende Juli 2019 senkte ein Gericht die Strafe in einem für Bayer wichtigen Prozess in Kalifornien von insgesamt rund zwei Milliarden auf 86,7 Millionen US-Dollar. Die Summe von zwei Milliarden US-Dollar, die eine Jury dem krebskranken Ehepaar Alva und Alberta Pilliod zugestanden hatte, sei um ein Vielfaches zu hoch gewesen und ging damit über den verfassungsrechtlich angemessenen Rahmen hinaus. Die Anzahl der eingereichten Klagen zum Unkrautvernichter Roundup betrug zum 11. Juli 2019 18.400.
Bayer kündigte am 20. August 2019 den Verkauf ihrer Tiermedizinsparte für 7,6 Mrd. US-Dollar an den US-Konzern Elanco Animal Health an. Am 3. August 2020 wurde über den Abschluss der Transaktion informiert. Bayer hat von Elanco 5,17 Mrd. US-Dollar (vor Steuern) in bar sowie 72,9 Mio. Stammaktien erhalten. Bayer ist damit zu 15,5 % an Elanco beteiligt, plante aber, sich nach Ablauf der Haltefrist, die Mitte 2021 ablief, von seinem Anteil an Elanco zu trennen.
Im Juni 2020 traf Bayer ohne Eingeständnis einer Haftung eine Einigung mit einem Teil der 61.800 Glyphosat-Kläger (Stand: 3. Februar 2021) aus den USA. Für Vergleiche im Rahmen dieser außergerichtlichen Grundsatzvereinbarung erwartete das Unternehmen Kosten von 9,6 Mrd. US-Dollar. Eine dafür in der Division „Crop Science“ gebildete Rückstellung belastete das Konzernergebnis 2020 und 2021.
Im September 2020 schloss Bayer die Übernahme der britischen Biotechfirma KaNDy Therapeutics für 425 Mio. US-Dollar. Die Übernahme erfolgte mit dem Ziel, den Bereich Frauengesundheit zu stärken. KaNDy Therapeutics hatte den Wirkstoff Elinzanetant zur Linderung von vasomotorischen Symptomen in der Menopause in der Entwicklung, der 2021 in die Phase III der klinischen Entwicklung kam. Stand Juli 2025 gab es eine erste Zulassung durch die MHRA im Vereinigten Königreich und laufende Zulassungsverfahren in den USA, Europa und weiteren Ländern.

### Entwicklung seit 2023
Am 20. November 2023 musste die Aktie des Bayer-Konzerns einen Kurssturz von fast 19 % auf 33,00 € hinnehmen, nachdem eine Phase-III-Studie für einen Gerinnungshemmer, der als Nachfolger für das umsatzstarke Xarelto galt, das 2024 in vielen Ländern den Patentschutz verlieren wird, hatte abgebrochen werden müssen. Zusätzlich belastend wurden von Analysten das Glyphosat-Debakel in den USA und das schwache operative Geschäft wahrgenommen.
Anfang 2024 wird für die Bayer AG durch deren Vorstandsvorsitzenden ein bevorstehender erheblicher Personalabbau angekündigt sowie ein Umbau der Organisationsstruktur des Konzerns vor dem Hintergrund, dass „der Monsanto-Happen“ Bayer neben den Klagen einen großen Schuldenberg beschert hat und die „Nettofinanzverschuldung...Ende September 2023 bei über 38 Milliarden Euro“ lag und damit den Wert von Bayer an der Börse, der per Januar 2024 nur noch rund 32 Milliarden Euro beträgt, übersteigt.
Im September 2024 sieht der Konzern aufgrund der zwischenzeitlichen Entwicklungen eine realistische Chance, dass eine baldige erneute Klage in den USA vor dem Supreme Court bzgl. der Glyphosat-Klagen dort demnächst angenommen wird und dann dadurch „die Bedrohung durch die Glyphosat-Klagen signifikant“ eingedämmt werden kann. Allerdings gibt das Unternehmen im November 2024 eine schwache Prognose für 2025 ab.

### Börsen-Jahres-Schlusskurse der Bayer-Aktie
Der höchste Börsen-Jahres-Schlusskurs der Bayer-Aktie stammt vom Dezember 2015 in Höhe von 114,32 Euro. Der Jahresschlusskurs per Dezember 2023 der Bayer-AG-Aktie betrug 33,70 Euro. Im Jahr 2024 setzte sich dieser negative Trend, d. h. der abschmelzende Börsenwert der Aktie, fort.

### Vorstandsvorsitzende
- Ulrich Haberland (1951–1961)
- Kurt Hansen (1961–1974)
- Herbert Grünewald (1974–1984)
- Hermann Josef Strenger (1984–1992)
- Manfred Schneider (1992–2002)
- Werner Wenning (2002–2010)
- Marijn E. Dekkers (2010–2016)
- Werner Baumann (2016–2023)
- Bill Anderson (seit 2023)

## Konzernstruktur
Das operative Geschäft der Bayer AG ist in folgende drei Divisionen gegliedert:
- Pharmaceuticals (Arzneimittel)
- Consumer Health (Verbrauchergesundheit)
- Crop Science (Kulturpflanzenforschung)

Daneben unterstützen die Corporate Functions und die Bayer Business Services das Geschäft, der Bereich Engineering and Technology ist in die Bayer AG eingegliedert.

### Divisionen

#### Pharmaceuticals

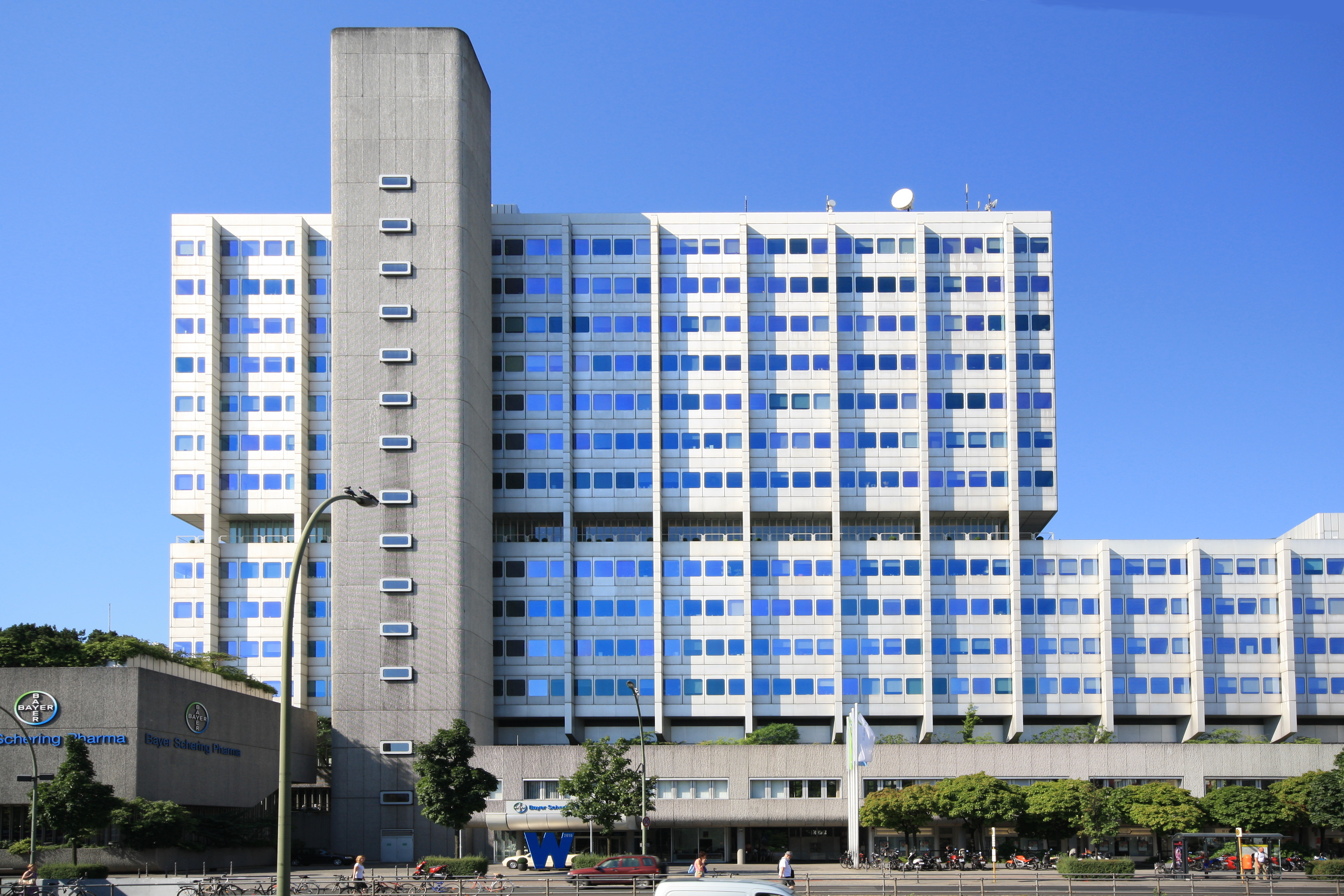
Sitz der Division Pharmaceuticals in Berlin

Die Division Pharmaceuticals ist zuständig für die Erforschung, Entwicklung, Produktion und den Vertrieb von verschreibungspflichtigen Produkten insbesondere auf den Gebieten Kardiologie und Frauengesundheit sowie von Spezialtherapeutika in den Bereichen Onkologie, Hämatologie und Ophthalmologie. Zu der Division zählt die Geschäftseinheit Radiology mit Medizingeräten zum Einsatz in der kontrastmittelunterstützten diagnostischen Bildgebung sowie mit hierfür benötigten Kontrastmitteln. Entstanden ist Pharmaceuticals aus der Bayer Pharma AG, einer ehemaligen Tochtergesellschaft der Bayer HealthCare AG, die beide zum 1. Januar 2016 aufgelöst wurden. Die wichtigsten Forschungszentren von Pharmaceuticals sind Berlin und Wuppertal in Deutschland, San Francisco und Berkeley in den USA, Turku in Finnland sowie Oslo in Norwegen. Im Februar 2020 informierte Bayer über die geplante Übertragung eines großen Teils der Berliner Forschungseinheit an den internationalen Dienstleister Nuvisan, wobei die Forschung weiterhin auf dem Bayer Forschungs- und Entwicklungscampus stattfinden soll. Der Transfer fand zum 1. Juli 2020 statt. Leiter der Division Pharmaceuticals mit Sitz in Berlin ist seit 2018 Stefan Oelrich.

#### Consumer Health
Die Division Consumer Health ist für die Erforschung, Entwicklung, Produktion und den Vertrieb verschreibungsfreier Produkte in den Kategorien Dermatologie, Nahrungsergänzung, Schmerz, Magen-Darm-Erkrankungen, Allergien, Erkältung, Fußpflege, Sonnenschutz und Herz-Kreislauf-Risikovorbeugung zuständig. Dazu gehören weltweit bekannte Marken wie Claritin, Aspirin, Aleve, Bepanthen/Bepanthol, Canesten und Dr. Scholl’s. Entstanden ist Consumer Health, wie auch Pharmaceuticals, aus der Bayer HealthCare AG, einer ehemaligen Tochtergesellschaft der Bayer AG, welche am 1. Januar 2016 aufgelöst wurde. Leiter der Consumer Health mit Sitz in Basel ist seit April 2024 Julio Triana.
Am 31. Juli 2018 gab Bayer die Veräußerung des Geschäfts mit verschreibungspflichtigen Dermatologika bekannt, das 2006 durch die Übernahme der Schering AG zu Bayer gekommen war. Die dänische Firma LEO Pharma übernahm zunächst zum 4. September 2018 das Geschäft in den USA und zum 2. Juli 2019 das für alle übrigen Länder. Am 13. Mai 2019 wurde die Sonnenschutzmarke Coppertone an den Hamburger Kosmetikhersteller Beiersdorf AG für 550 Mio. Euro verkauft.

#### Crop Science
Die Division Crop Science ist die Pflanzenschutzsparte der Bayer AG, die auf den Gebieten Saatgut, Pflanzenschutz und Schädlingsbekämpfung inner- und außerhalb der Landwirtschaft tätig ist. 2002 wurde sie im Zuge der Neustrukturierung als Teilkonzern mit dem Namen Bayer CropScience AG ausgegliedert und 2016 wieder in eine Division umgewandelt. Organisatorisch ist das Crop-Science-Geschäft in die zwei operativen Einheiten Crop Protection / Seeds und Environmental Science unterteilt. Erstere fokussiert sich auf Saatgut, Pflanzenschutzlösungen auf chemischer und biologischer Basis und bietet einen Kundenservice für Landwirte an. Letztere bietet für nicht-landwirtschaftliche Bereiche Lösungen zur Bekämpfung von Schädlingen, Krankheiten und Unkräutern. Im März 2022 wurde der Verkauf von Environmental Science an die Beteiligungsgesellschaft Cinven bekanntgegeben, der im Oktober 2022 abgeschlossen wurde. Der Verkaufspreis betrug 2,6 Mrd. US-Dollar und soll zum Schuldenabbau genutzt werden. Das veräußerte Geschäft wird in der neu gegründeten Firma envu fortgeführt.
Neben wichtigen deutschen Standorten in Dormagen, im Industriepark Höchst und in Knapsack ist die europäische Zentrale in Lyon. Bayer ist, gemessen am Umsatz der Division Crop Science, das zweitgrößte Agrochemie-Unternehmen der Welt. Leiter der Crop Science mit Sitz in Monheim am Rhein ist seit dem 1. Januar 2022 Rodrigo Santos.

### Kompetenzzentrum

#### Enabling Functions
Die Enabling Functions bündelt die geschäftsunterstützenden Dienstleistungen der Bayer AG. Die Gesellschaft entwickelt beispielsweise im Geschäftsbereich Engineering & Technology Problemlösungen für chemisch-pharmazeutische Verfahren und Anlagen und bietet außerdem spezielle Softwarekenntnisse im Bereich der Betriebsführung an.

### Ehemalige Tochtergesellschaften

#### Currenta
Die Currenta GmbH & Co. OHG (Eigenschreibweise CURRENTA) war bis Ende 2007 als Bayer Industry Services tätig und wurde bis 2019 zu 60 Prozent von Bayer gehalten. Zuständig ist das Unternehmen für den Betrieb und das Angebot an Infrastruktur und Dienstleistungen, die an den Chempark-Standorten Dormagen, Leverkusen und Krefeld-Uerdingen zur Verfügung gestellt werden. Das Unternehmen hat seinen Sitz in Leverkusen und beschäftigte im Jahr 2018 rund 3.200 Mitarbeiter. Am 6. Ende 2019 wurden die Anteile an Macquarie veräußert; Currenta wurde bei der Transaktion mit 3,5 Mrd. Euro bewertet.

#### Bayer Business Services
Die Bayer Business Services bedienten die Bayer-Teilkonzerne als Business-Process-Outsourcing-Partner und IT-Dienstleister. Das Unternehmen wurde zum 1. Januar 2003 gegründet und 2004 im Rahmen der Neustrukturierung des Konzerns ausgegliedert. Mit weltweit 5.190 Mitarbeitern erwirtschaftete Bayer Business Services im Geschäftsjahr 2015 einen Umsatz von 1,148 Mio. Euro.
Die Bayer Business Services GmbH wurde zum 1. Juni 2020 aufgelöst.

### Öffentlichkeit und Nachhaltigkeit
2019 etablierte Bayer diesen neuen Konzern-Arbeitsbereich und ernannte den Ex-Grünen Matthias Berninger zum Direktor; dessen Aufgabe es unter anderem ist, sich im Interesse des Unternehmens für das Pflanzenschutzmittel Glyphosat einzusetzen.

### Personalpolitik und Mitbestimmung
Seit dem Ende des Zweiten Weltkrieges pflegte die Unternehmensführung ein kooperatives Verhältnis zur betrieblichen Interessenvertretung. Bereits im März 1946 hatte eine gemeinsame Sitzung zwischen Vertretern der Geschäftsleitung und dem noch vor der Verabschiedung des Betriebsrätegesetzes des alliierten Kontrollrats (Kontrollratsgesetz 22) „inoffiziell“ gewählten Betriebsrat stattgefunden, bei der die Geschäftsleitung versuchte, den Betriebsrat in die bestehende Sozialabteilung zu integrieren. Dies scheiterte am Widerstand des Betriebsrats, der seine Unabhängigkeit verteidigte. Mit dem im März 1948 bestellten neuen Personalchef Fritz Jacobi, der im Zuge der Neugründung 1951 gleichberechtigtes Vorstandsmitglied wurde, setzte eine „mitbestimmte Neuformierung der Bayer-Sozialpolitik“ ein. Jacobi suchte die Kooperation mit dem Betriebsrat und richtete Ende der 1950er Jahre eine eigenständige Personalabteilung ein, die sein Stellvertreter und späterer Nachfolger, Paul Gert von Beckerath, leitete. Laut Ruth Rosenberger war Bayer eines der ersten Großunternehmen, das neben der Sozialabteilung eine Personalabteilung nicht nur für Angestellte, sondern für alle Beschäftigten errichtete, und das einen Personalchef in die höchste Hierarchiestufe des Unternehmens, den Vorstand, berief. „Herkömmliche Sozialpolitik allein“ war „kein ausreichendes Mittel mehr, um den Forderungen einer selbstbewusst auftretenden Arbeitnehmerschaft zu begegnen“. Das Sozial- und Personalwesen entwickelte sich zu einer umfassend ausdifferenzierten Abteilung und ein komplementäres Zusammenspiel zwischen Personalabteilung und Betriebsrat, das auch von den Nachfolgern auf beiden Seiten weitergepflegt wurde. So beteiligten sich Vertreter des Betriebsrats in den 1980er Jahren an den Verhandlungen über eine Neukonzeption der Personalpolitik. Gemeinsames Ziel war die betriebliche Integration der Arbeitnehmer und ihre Identifikation mit der „Bayer-Gemeinschaft“ durch intensive Betreuung, Fort- und Weiterbildung der Beschäftigten. Aufgrund dieser Kooperation verliefen die Anpassungen und Umstrukturierungen des Konzerns weitgehend reibungslos, wenn man von jenen Gruppierungen einmal absieht, die bei Betriebsratswahlen gegen die Kooperationspolitik des Betriebsrats opponierten und im Betriebsrat als Minderheit vertreten waren.

### Anteilseigner
Das Unternehmen hat insgesamt rund 982 Mio. Namensaktien ausgegeben, die sich zu 100 Prozent im Streubesitz befinden. Von den rund 383.000 ins Aktienregister eingetragenen Aktionären ist die überwiegende Anzahl Privatanleger aus Deutschland. Diese Gruppe repräsentiert etwa 11 Prozent des Grundkapitals. Rund 1 Prozent des Grundkapitals wird von den Bayer-Mitarbeitern gehalten. Stimmrechtsverteilung meldepflichtiger Anteilseigner siehe Tabelle:
| Anteil  | Anteilseigner (Stand: Mai 2019)                  |
| ------- | ------------------------------------------------ |
| 7,17 %  | BlackRock, Inc., Wilmington                      |
| 3,97 %  | Ellington Investments, Regierung von Singapur    |
| 3,18 %  | Massachusetts Financial Services Company, Boston |
| 3,07 %  | Harris Associates L.P., Wilmington               |
| 82,61 % | übriger Streubesitz                              |

#### Dividendenpolitik
In den vergangenen zehn Jahren (2012–2021) wurde die Dividende fünf Mal angehoben, drei Mal konstant gehalten und ein Mal (2020) gesenkt. Aufgrund der überdurchschnittlich hohen Dividendenrendite ist die Bayer-Aktie seit September 2016 im DivDAX vertreten.

### Unternehmensführung

#### Vorstand
- Bill Anderson (Vorsitz)
- Wolfgang Nickl (Finanzen)
- Stefan Oelrich (Pharmaceuticals)
- Heike Prinz (Transformation und Talent, Arbeitsdirektorin)
- Rodrigo Santos (Crop Science)
- Julio Triana (Consumer Health)

#### Aufsichtsrat
Der Aufsichtsrat besteht aus den folgenden 20 Mitgliedern:
- Norbert Winkeljohann, Vorsitzender
- Heike Hausfeld, stellvertretende Vorsitzende, Vorsitzende des Gesamtbetriebsrats Bayer
- Paul Achleitner, Vorsitzender des Aufsichtsrats der Deutschen Bank AG
- Simone Bagel-Trah, Vorsitzende des Aufsichtsrats der Henkel AG & Co. KGaA und der Henkel Management AG sowie des Gesellschafterausschusses der Henkel AG & Co. KGaA
- Horst Baier, selbstständiger Berater
- Norbert Bischofberger, President and Chief Executive Officer bei Kronos Bio, Inc.
- André van Broich, Vorsitzender des Betriebsrats Bayer – Standort Dormagen
- Ertharin Cousin, Expertin für Ernährung und Landwirtschaft
- Yasmin Fahimi, Vorsitzende des Deutschen Gewerkschaftsbundes
- Barbara Gansewendt, Vorsitzende des Sprecherausschusses der Bayer AG Wuppertal und Vorsitzende des Konzernsprecherausschusses der Bayer AG
- Colleen A. Goggins, selbstständige Beraterin
- Francesco Grioli, Mitglied des geschäftsführenden Hauptvorstands der IG Bergbau, Chemie, Energie
- Frank Löllgen, Landesbezirksleiter Nordrhein der IG Bergbau, Chemie, Energie
- Kimberly Mathisen, Wirtschaftsmanagerin
- Andrea Sacher, stellvertretende Vorsitzende des Gesamtbetriebsrats Bayer, Vorsitzende des Betriebsrats – Standort Berlin
- Claudia Schade, Vorsitzende des Betriebsrats – Standort Leverkusen
- Heinz Georg Webers, Vorsitzender des Betriebsrats – Standort Bergkamen
- Alberto Weisser, Agrarexperte, Senior Consultant bei Temasek International Pte. Ltd.
- Michael Westmeier, Vorsitzender des Betriebsrats Bayer Vital GmbH
- Otmar D. Wiestler, Präsident der Helmholtz-Gemeinschaft Deutscher Forschungszentren

### Standorte

#### Deutschland
| Gründung | Ort                             |
| --- | ------------------------------- |
| 1857 | Berlin1                         |
| 1860 | Leverkusen, Köln-Flittard2      |
| 1863 | Barmen (seit 1929 Wuppertal)    |
| 1863 | Frankfurt-Höchst3, 4            |
| 1867 | Elberfeld (seit 1929 Wuppertal) |
| 1877 | Krefeld-Uerdingen5, 6           |
| 1897 | Grenzach-Wyhlen7                |
| 1906 | Knapsack4                       |
| 1917 | Dormagen                        |
| 1942 | Jena1                           |
| 1951 | Darmstadt8                      |
| 1959 | Bergkamen1                      |
| 1967 | Wuppertal-Aprath                |
| 1973 | Brunsbüttel6                    |
| 1979 | Monheim                         |
| 1992 | Bitterfeld                      |
| 1994 | Weimar1                         |
| 1. 2006 durch Übernahme der Schering AG 2. 1891 von Ultramarinfabriken Carl Leverkus erworben 3. Standorte von Aventis CropScience 4. Gründungsunternehmen Hoechst AG 5. Gründungsunternehmen Weiler-ter Meer 6. Seit 2015 ist Bayer nicht mehr am Standort vertreten 7. 2004 nach Übernahme der OTC-Sparte von Roche Pharma 8. 2013 durch Übernahme von Steigerwald |                                 |

In Deutschland beschäftigte Bayer im Jahre 2023 insgesamt 22.172 Mitarbeiter.
Das erste Werk in Barmen war verkehrstechnisch ungünstig gelegen, weshalb der Betrieb vollständig ins größere und besser angebundene Elberfeld verlegt wurde. Im Tal der Wupper unterhalb des Stadtzentrums hatte das Hauptwerk einige Jahre lang genügend Platz. Für den dauerhaften Firmensitz fehlte aber die notwendige Schifffahrtsanbindung, und die eng bebaute Tallage zwischen Steilhängen begrenzte eine weitere Expansion. Als Forschungs- und Nebenproduktionsstätte besteht das Werk Wuppertal jedoch bis heute; hier ist die Division Pharmaceuticals vertreten. Ein Anschluss besteht an die Bahnstrecke Düsseldorf–Elberfeld, außerdem liegt das Werk unmittelbar an der B 7 und der Schwebebahn, sowie nahe der A 46. Ein weiteres Werk entstand 1967 am Aprather Weg in Wuppertal-Eckbusch, hier befindet sich ein großes Zentrum für Arzneimittelforschung, -entwicklung und klinische Prüfungen.
Als Hauptwerk besser geeignet war das 1891 von den Ultramarinfabriken Carl Leverkus erworbene Werk Leverkusen, welches 2001 in Chemiepark Leverkusen umbenannt und 2008 Teil des „CHEMPARK“ wurde, der auch die Standorte in Dormagen und Krefeld-Uerdingen umfasst. Es liegt zum Teil in Leverkusen-Wiesdorf, zum Teil im Kölner Stadtteil Flittard und direkt am Rhein, wo Umschlagsanlagen für Binnenschiffe vorhanden sind. Die Straßenanbindung erfolgt über die B 8 und die nahen Autobahnen mit dem Kreuz Leverkusen (A 1/A 3 sowie A 59). Eine Zweigstrecke nach Köln-Mülheim sorgt für die Anbindung an das Eisenbahnnetz. Für den Personenverkehr ist das Werk über den S-Bahn-Haltepunkt Leverkusen-Chempark (ehem. Bayerwerk) erreichbar, die Luftverkehrsanbindung erfolgt über die nahegelegenen Flughäfen Köln/Bonn und Düsseldorf. Die Anlagen von Bayer sind inzwischen fast gänzlich auf Kölner Stadtgebiet, hier befindet sich heute u. a. der Feststoffbetrieb von Pharmaceuticals, wo die verschreibungspflichtigen Medikamente hergestellt werden. Ebenso ist die Bayer Vital GmbH, die für den Vertrieb der Arzneimittel zuständig ist, in Flittard ansässig.
Das 1917 zur Produktion von Schwefelsäure gegründete Werk Dormagen, teilweise in Köln-Worringen (Teil des CHEMPARK), ist durch den Rhein ebenfalls an die Schifffahrt angebunden. Es existiert ein direkter Bahnanschluss mit der Haltestelle Dormagen Chempark (ehem. Dormagen Bayerwerk), und der Standort ist über die A 57 an das deutsche Autobahnnetz angebunden. Hier ist die Division Crop Science vertreten.
Mit der Übernahme der Chemiefabrik Weiler-ter Meer 1951 nach der Auflösung der I.G. Farben gehörte das 1877 am Rhein gegründete Werk Krefeld-Uerdingen (Teil des CHEMPARK) zu Bayer. Dieses Werk ist ebenfalls über die A 57 erreichbar und hat über den Bahnhof Krefeld-Hohenbudberg Chempark (ehem. Hohenbudberg Bayerwerk) eine Anbindung an das Schienennetz. Die Fluganbindung ist hier über den Flughafen Düsseldorf gegeben. Bis 1995 trug der KFC Uerdingen 05 den Namen der Bayer AG, dieses Sponsoring wurde jedoch beendet. Mit der Ausgliederung von Covestro ist Bayer in Uerdingen allerdings nicht mehr vertreten, das dortige Bayer-Kreuz ist im November 2016 daher abgetragen worden.

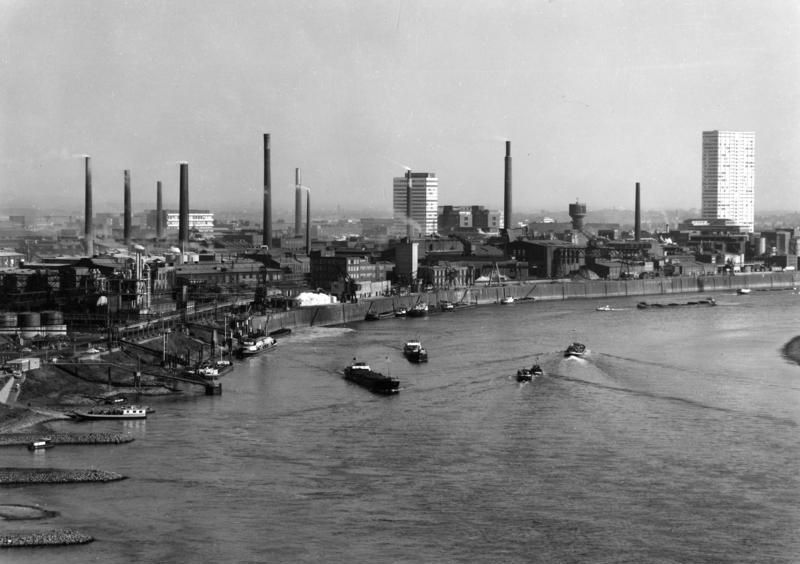
Ansicht des Werkes Leverkusen

In Brunsbüttel wurde im Jahr 1973 ein weiteres Werk für die Produktion von Kunststoffen gegründet. Es liegt direkt an der B 5, am Nord-Ostsee-Kanal und der Elbe, wodurch eine gute Schiffsanbindung erreicht wird. Das Werk besitzt guten Bahnanschluss, hat jedoch eine weniger ausgebaute Straßenanbindung, weshalb beim Bau des Werkes auf den Ausbau des Hafens geachtet wurde. Mit der Ausgliederung von Covestro gehört das Werk nicht mehr zu Bayer.
1979 wurde mit dem Bayer-Werk Monheim (Division Crop Science) ein großflächiges Pflanzenschutzforschungszentrum in Betrieb genommen. Über das Autobahnkreuz Monheim/Langenfeld ist eine Autobahnanbindung über die A 59 und über die A 542 gegeben.
1992 wurde ein Werk in Bitterfeld gegründet; hier wird u. a. Aspirin produziert, aber auch Produkte für die Division Pharmaceuticals (Xarelto). Der Methylcellulosebetrieb wurde Ende des Jahres 2006 ausgegliedert und ging an die Wolff Walsrode AG über. An die A 9 ist der Standort indirekt angebunden, an den Flugverkehr über den Flughafen Leipzig/Halle, an das Schienennetz über Werksgleise und den nahen Bahnhaltepunkt Bhf Wolfen.
Die Standorte Industriepark Höchst und Chemiepark Knapsack kamen 2003 mit der Übernahme von Aventis Crop Science hinzu, das Werk Grenzach-Wyhlen durch Übernahme der OTC-Sparte von Roche Pharma, die Werke Berlin, Bergkamen, Weimar und Jena (Jenapharm GmbH & Co. KG) durch die der Schering AG im Jahr 2006, das Werk Darmstadt durch die von Steigerwald im Jahre 2013.

#### Weitere Standorte in Europa
Insgesamt wird in Europa mit 14,086 Mrd. € (einsch. Naher Osten und Afrika) der höchste Umsatz erzielt. Es arbeiten dort 43.458 Mitarbeiter (2023, inkl. DE, Afrika und Nahost), und Bayer ist mit 165 Gesellschaften vertreten. Zu den Standorten gehörte das 1961 gegründete Werk der Bayer MaterialScience in Antwerpen, das seit 2015 zu Covestro gehört, ebenso das Covestro-Werk in Tarragona. Werke der Division Pharmaceuticals sind in Turku (Finnland) (ehemals Leiras Oy/Schering AG, gegr. 1949) und in Garbagnate Milanese (gegr. 1946) angesiedelt, wobei letztere zu den größten Tablettenwerken von Bayer zählt, der für den italienischen und den ausländischen Markt produziert. Das Werk in Oslo kam 2014 mit dem Kauf des norwegischen Pharma-Konzerns Algeta zu Bayer, mit dem man bereits vorher gemeinsam das Medikament Xofigo entwickelt hatte. Des Weiteren bestehen die Crop Science-Standorte in Lyon, Norwich und Widnes (übernommen von Aventis).

#### Nordamerika
Von den insgesamt 21.407 Beschäftigten in Nordamerika arbeiten rund 20.000 in den USA. Dort sind alle Teilkonzerne an 65 Standorten gleichermaßen vertreten. Seit 2013 befindet sich der Hauptsitz der amerikanischen Tochter, Bayer Corp., in Whippany (NJ), wo auch ein großer Forschungsstandort für die Divisionen Pharmaceuticals und Consumer Health besteht. Ein weiterer Standort der Pharma-Sparte befindet sich seit 1992 in Berkeley, wo ein großer Forschungs- und Produktionsstandort, insbesondere im Hinblick auf Biotechnologie, betrieben wird. In Myerstown (PA) besteht ein Produktionsstandort der Sparte Consumer Health, die bis zur Übernahme durch Bayer von Sterling Winthrop betrieben wurde (gegr. 1947). Durch die Übernahme von Monsanto gehört der Standort in Creve Coeur nun zu Bayer, weitere wichtige Produktionsstandorte von Crop Science befinden sich in Chesterfield (MO), Soda Springs (ID), Luling, Muscatine (diese vier von Monsanto), Kansas City (MO) (gegr. 1956), Shakopee (gegr. 2015) sowie Lubbock (TX) (gegr. 1998). In Lubbock wird vor allem Baumwoll-Saatgut produziert. Einige weitere Werke der Crop Science-Sparte wurden im Rahmen der Übernahme von Monsanto wegen wettbewerbsrechtlichen Bestimmungen der EU-Kommission an BASF veräußert, so bspw. in Muskegon und im Research Triangle. Das Werk in Pasadena (TX) wurde 2017 an das Agrarchemie-Unternehmen SBM Company verkauft. Der Forschungs- und Entwicklungsstandort für biologische Produkte für die Landwirtschaft in West Sacramento wurde 2022 an das Biotechnologie-Unternehmen Ginkgo Bioworks übergeben. Insgesamt befindet sich in den USA bezogen auf den Umsatz die größte Organisation der Bayer AG außerhalb Europas.
Neben dem Standort Vereinigte Staaten gibt es auch in Kanada Bayer-Büros, wobei diese der Bayer Inc. (Mississauga) beziehungsweise der Bayer CropScience Inc. (Winnipeg, ehem. Monsanto, sowie in Calgary) gehören, die dort vorwiegend Tier- und Pflanzenschutzmittel sowie Medikamente verkaufen. Hier werden etwa 1.400 Mitarbeiter beschäftigt.

#### Lateinamerika
Die Zahl der Mitarbeiter, die insgesamt in Lateinamerika arbeiten, beträgt  13.898 (2023); insgesamt ist Bayer mit 45 Gesellschaften in diesen Regionen vertreten. In Lateinamerika finden sich Produktionsstätten in der Andenregion (Kolumbien, Ecuador, Peru und Venezuela). Außerdem gibt es große Produktionsstätten in São Paulo, wo auch die brasilianische Zentrale der Bayer AG sitzt. Im Südkegel finden sich weitere Produktionsstätten, wobei der Schwerpunkt hier auf Buenos Aires beziehungsweise allgemein Argentinien liegt. Der zweitgrößte Markt in Lateinamerika ist, nach Brasilien, Mexiko, wo weitere Produktionsstandorte betrieben werden.
Drei weitere Produktionsstätten finden sich in der Karibik und in Mittelamerika. Die Zentrale für diese Region befindet sich in Costa Rica, es entfallen 8 Prozent des Gesamtumsatzes aus Lateinamerika auf diese Region.

#### Afrika und Nahost
In Afrika ist für den Konzern Südafrika von besonderer Bedeutung, weil hier die Hälfte des gesamten Umsatzes auf dem afrikanischen Kontinent erwirtschaftet wird. Weitere Schwerpunkte in Afrika sind Pflanzenschutz und die pharmazeutische Produktion in der Produktionsstätte in Casablanca, Marokko (gegr. 1979). Außerdem befindet sich dort die Zentrale der Bayer S.A.
Im Nahen Osten werden wie in den übrigen Regionen alle verfügbaren Produkte vertrieben. Schwerpunktmäßig ist hier Bayer Türk Kimya Sanayi mit Hauptsitz im Istanbuler Stadtteil Ümraniye für Produktion und Vertrieb in diesen Staaten zuständig. In der Türkei befinden sich mehrere Werke von Bayer, so seit 1966 in Gebze für Pflanzenschutzmittel, seit 1990 in Mustafakemalpaşa für Mais-Saatgut und von 1954 bis 2018 in Istanbul für Arzneimittel. Seit 2018 lässt Bayer die Arzneimittel in Lohn im Sanofi-Werk bei Lüleburgaz fertigen. Eine weitere Zentrale in Nahost, besonders für Büros in Ägypten, Saudi-Arabien, Jordanien und Zypern, ist die Bayer Middle East FZE in Dubai; in anderen umliegenden Staaten werden Bayer-Produkte via Fremdvertretungen angeboten.

#### Asien und Pazifik
Bayer ist nach eigener Klassifizierung auch im Bereich „Asien und Pazifik“ tätig, zu dem so neben Australien auch der gesamte ozeanische Raum gehört. Insgesamt sind in diesem Bereich 20.960 Mitarbeiter (2023) beschäftigt, es wird ein Umsatz von 8,369 Mrd. € erzielt. Eine bedeutende Rolle spielt dabei das sogenannte Großchina, in dem der größte Umsatz erreicht wird.
Weitere 30 Prozent des Gesamtumsatzes werden in Japan erzielt, hier besteht die japanische Tochter Bayer Yakuhin Ltd., in Kōka befindet sich seit 1979 ein großes Werk für die Arzneimittelproduktion, seit 1995 besteht dort auch ein großes Forschungszentrum. in Yūki besteht seit 1985 ein Pflanzenschutz-Forschungszentrum. Mit weiteren sieben Standorten ist insbesondere die Crop Science-Sparte auch in Indien beziehungsweise Bangladesch und Sri Lanka vertreten, in Vapi (Gujarat) betreibt Bayer seit 1992 ein großes Werk zur Produktion von Insektiziden. Wichtig ist zudem der Standort Korea, an dem, wegen der gehaltenen Marktführerschaft in diesem Bereich, ein Schwerpunkt auf der Tierschutznahrung liegt. Weitere Standorte befinden sich beispielsweise in Singapur oder Thailand, in denen das gesamte Produktportfolio in kleinerem Maße vertrieben wird.
Weitere 840 Mitarbeiter sind in Australien und Neuseeland beschäftigt. Auch hier liegt der Schwerpunkt auf Gesundheit und Landwirtschaft.

### Produktportfolio

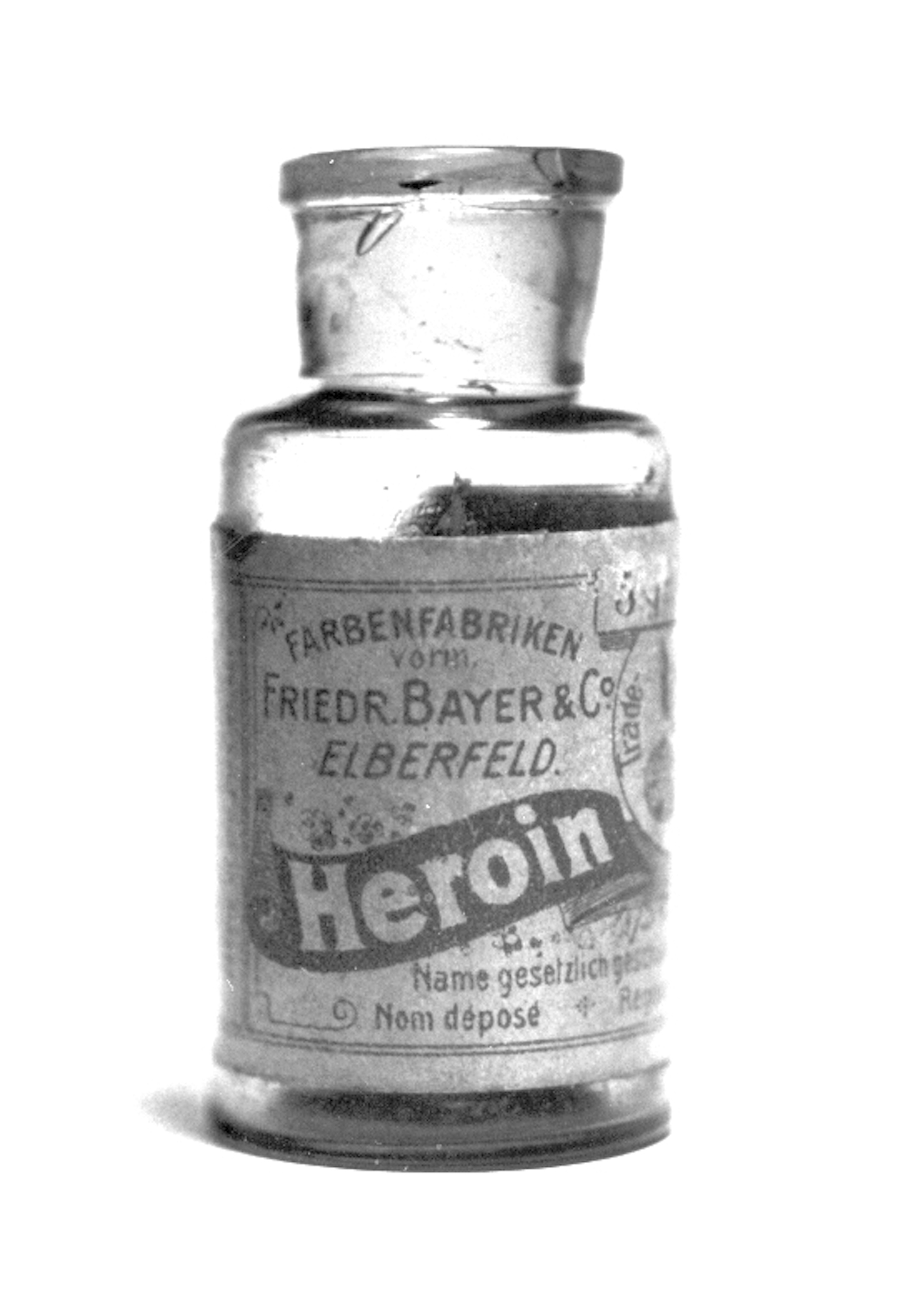
Ein Verfahren zur Herstellung von Heroin wurde von Bayer entwickelt und ist inzwischen verboten.

Die Produktion der Bayer AG ist geteilt in die jeweiligen Divisionen und Geschäftseinheiten. Entsprechend gliedert sich auch das Produktportfolio.

#### Pharmaceuticals
Das umsatzstärkste Pharmaceuticals-Produkt ist Xarelto, das ein Arzneistoff zur Hemmung der Blutgerinnung ist, prophylaktisch bei Thrombosen oder Embolien eingesetzt wird und mit dem Bayer im 2. Quartal 2016 703 Millionen Euro Umsatz machte. Währungsbereinigt ergibt dies im Vergleich zum Vorjahresquartal einen Umsatzzuwachs von 30,1 Prozent. Damit ist Xarelto auch das erfolgreichste Produkt der gesamten Bayer AG.
Auf Platz 2 der umsatzstärksten Pharmaceuticals-Produkte ist Eylea, ein humanes, rekombinantes Fusionsprotein zur Behandlung der neovaskulären, altersbedingten Makuladegeneration, einer Netzhauterkrankung, bei Erwachsenen. Der Umsatz im 2. Quartal 2016 betrug 418 Millionen Euro, was einer Umsatzsteigerung von 40,9 Prozent entspricht.
Das dritte der drei umsatzstärksten Produkte ist Kogenate bzw. Kovaltry, ein Glykoprotein und Gerinnungsfaktor zur Behandlung der Hämophilie, der sogenannten Bluterkrankheit, bei der das Blut aus Wunden nicht oder nur langsam gerinnt. Der Umsatz im 2. Quartal 2016 betrug 280 Millionen Euro.
Zu den Behandlungen mit Spitzenumsatzpotential im Milliardenbereich gehört zudem Nubeqa im Bereich Prostatakrebs.

#### Consumer Health
Im Oktober 2014 übernahm Bayer das Consumer-Care-Geschäft des US-Pharmakonzerns Merck, Sharp & Dohme, wodurch die Produktpalette Bayers insbesondere durch das Antihistaminikum Claritin erweitert wurde. Claritin ist das umsatzstärkste Consumer-Health-Produkt der Bayer AG, mit dem das Unternehmen einen Umsatz von 178 Millionen Euro im 2. Quartal 2016 machte. In Deutschland ist Claritin jedoch nicht erhältlich.
Platz 2 der umsatzstärksten Consumer-Health-Produkte belegt Aleve, ein fiebersenkendes und entzündungshemmendes Analgetikum, mit dem Bayer im 2. Quartal 2016 einen Umsatz von 110 Mio. machte.
Das wohl bekannteste Medikament der Bayer AG ist Aspirin. 1897 gelang es durch Felix Hoffmann das erste Mal, nebenproduktfreie o-Acetylsalicylsäure herzustellen. Am 6. März 1899 wurde Aspirin offiziell zur Marke. Und bis heute ist es das Aushängeschild Bayers. Das Arzneimittel hilft nicht nur bei Schmerzen, bei Fieber und bei Rheuma, sondern beugt auch Herzinfarkten und Schlaganfällen vor. Bayer machte im 2. Quartal 2016 mit Aspirin einen Umsatz von 102 Millionen Euro.
Auf Platz 4 der umsatzstärksten Consumer-Health-Produkte ist Bepanthen bzw. Bepanthol, ein Wirkstoff zur topischen Behandlung von Erkrankungen der Haut und Schleimhäute sowie ein Bestandteil in Kosmetika, mit dem Bayer im 2. Quartal 2016 einen Umsatz von 95 Millionen Euro machte, was inflationsbereinigt eine Umsatzsteigerung von 20,7 Prozent im Vergleich zum Vorjahresquartal bedeutet.
Unter der Marke Iberogast verkauft Bayer ein rezeptfreies Arzneimittel aus neun pflanzlichen Extrakten zur Linderung von Magen- und Darm-Beschwerden, welches es 2013 mit der Übernahme der Firma Steigerwald Arzneimittel erworben hat. Die Extrakte stammen aus der Bitteren Schleifenblume (Iberis amara), Arznei-Engelwurz, Mariendistelfrucht, Schöllkraut, Kümmelfrucht, Süßholzwurzel, Pfefferminzblatt, Melissenblatt und Kamillenblüte. Das Präparat gibt es seit 1960 und ist nach einer der enthaltenen Arzneidrogen (Iberis) und dem altgriechischen Ausdruck für Magen (gaster) benannt. Iberogast soll 2018 einen geschätzten Umsatz von 120 Millionen Euro erbracht haben.

#### Crop Science
Die Division Crop Science ist Hersteller von Pflanzenschutzmitteln. Gegliedert ist Crop Science in die zwei Geschäftsfelder Crop Protection/Seeds und Environmental Science. Ersteres umfasst die Geschäftsfelder Herbicides, Fungicides, Insecticides und SeedGrowth.
Mit 2,363 Milliarden Euro Umsatz ist das Geschäftsfeld Crop Protection/Seeds das Umsatzstärkere innerhalb der Crop Science. Der größte Anteil von diesem Umsatz speist sich aus der Fungizidproduktion mit einem Umsatz 840 Millionen Euro im 2. Quartal 2016, was einer Umsatzsteigerung von 6 Prozent entspricht. Der Umsatz aus dem Herbizidverkauf beträgt 769 Millionen Euro. Die Nachfrage nach Insektiziden, die von Bayer produziert werden, sank im Vergleich zum vorigen Quartal. Die Umsatzeinbußen betrugen mit einem Umsatz von 302 Millionen Euro währungsbereinigt 11,9 Prozent. SeedGrowth machte im 2. Quartal 2016 einen Umsatz von 144 Millionen Euro.
Im Geschäftsfeld Seeds erzielte Bayer im 2. Quartal 2016 einen Umsatz von 308 Millionen Euro, das Geschäftsfeld Environmental Science machte einen Umsatz von 155 Millionen Euro.

### Sport- und Kulturengagement

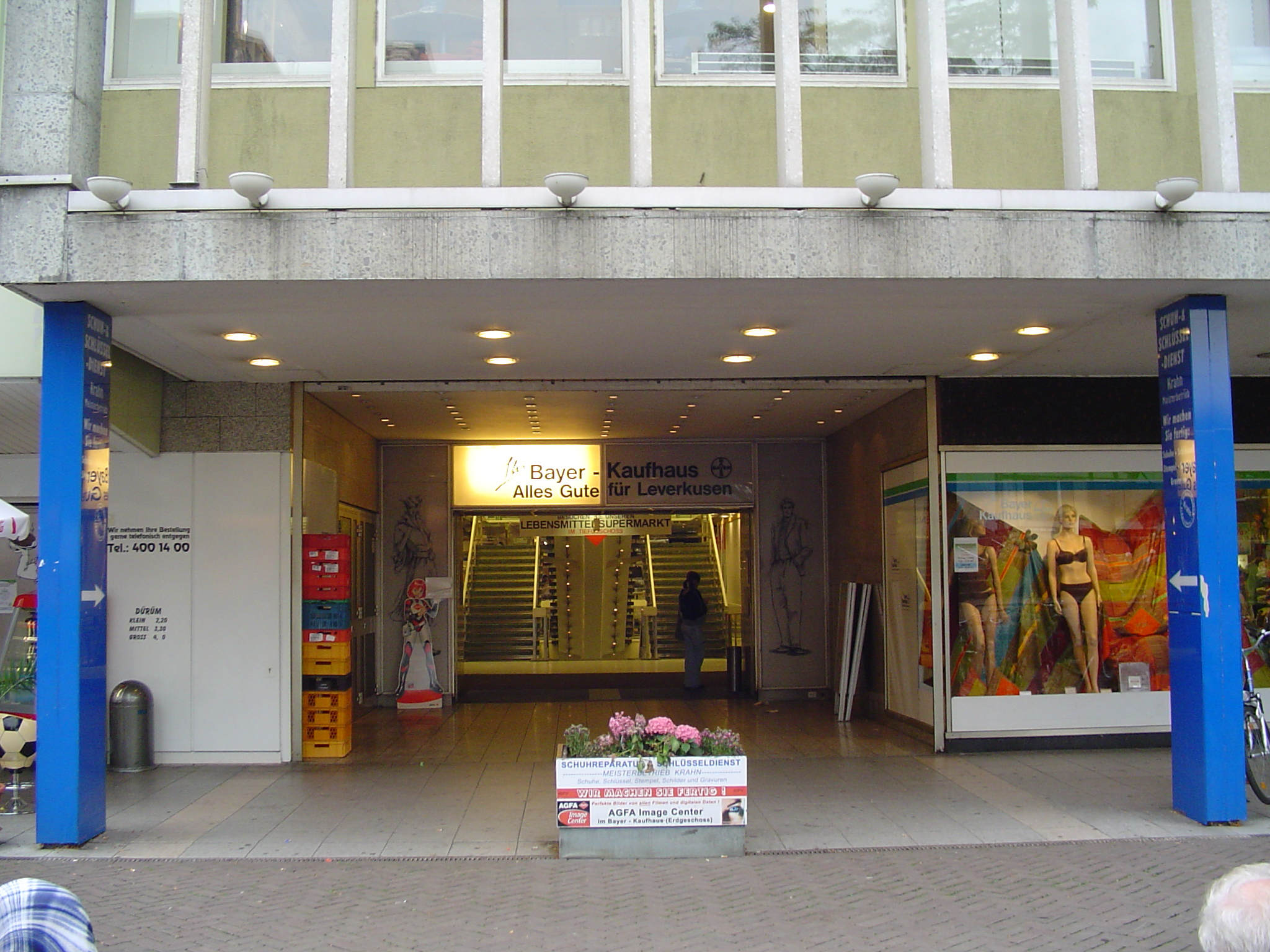
Ehemaliges Bayer-Kaufhaus in Leverkusen

Bayer beteiligt sich seit der Gründung der „Bayerkultur-Abteilung“ 1907 an der kulturellen und sportlichen Förderung von Leverkusen. Carl Duisberg sah darin eine Möglichkeit, den Konzern und die neu entstehende Stadt miteinander zu verbinden und die nicht fachbezogene Bildung seiner Mitarbeiter zu fördern. Im selben Jahr wurde das Erholungshaus errichtet, in dem kulturelle Veranstaltungen stattfinden konnten. Das Erholungshaus wurde seither mehrere Male modernisiert. Mittlerweile veranstaltet Bayer.Kultur Konzerte, Theatergastspiele und Ausstellungen, die ein überregionales Publikum anziehen, arbeitet eng mit kulturellen Kooperationspartnern zusammen und vergibt Stückaufträge. Mit l’arte del mondo beherbergt Bayer.Kultur ein eigenes Orchester als „orchestra in residence“. Für die Stadt war Bayer zudem aufgrund der Bayer-Kaufhäuser in den Stadtvierteln von Leverkusen und dem Hauptkaufhaus in Wiesdorf von Bedeutung. Das letzte Kaufhaus des Konzerns wurde im Dezember 2007 geschlossen und abgerissen. Dennoch blieb die Kulturabteilung der Bayer AG weiterhin bestehen und wurde für die Aktion Ein Jahrhundert Bayer.Kultur mit dem ersten Preis der Initiative Freiheit und Verantwortung der deutschen Industrie ausgezeichnet.

Logo Bayer 04 Leverkusen Fußball

Einen weiteren Beitrag zum Stadtleben stellen die Sportvereine RTHC Bayer Leverkusen und TSV Bayer 04 Leverkusen dar. Letzterer wurde bereits 1904 unter dem Namen Turn- und Spielverein 1904 der Farbenfabrik vormals Friedrich Bayer Co. Leverkusen gegründet. Am bekanntesten sind die Basketball-Abteilung, die unter dem Namen Bayer Giants Leverkusen antritt und bis heute deutscher Rekordmeister ist, sowie die Leichtathletik-Abteilung; daneben bestehen weitere Angebote für Erwachsene und Kinder in verschiedenen Sportarten.
Die ehemalige Fußballabteilung des TSV, die Bayer 04 Leverkusen Fußball GmbH, ist eine hundertprozentige Tochtergesellschaft.

Logo Bayer Foundation

Das Unternehmen verwaltet zudem die Stiftung zur Förderung des wissenschaftlichen Nachwuchses.
Das Unternehmen kam 1988 in den Besitz der Kleinbronze Mars des Renaissancekünstlers Giambologna, die I.G. Farben-Mitgründer Theodor Plieninger 1927 für die Chemische Fabrik Griesheim-Elektron erworben hatte. Da das Kunstwerk nicht in das Kunstportfolio des Konzerns passe, beauftragte Bayer im Jahr 2018 das Auktionshaus Sotheby’s mit der Verwertung.
| Leverkusen | Dormagen | Krefeld-Uerdingen                                                   | Wuppertal            |
| --- | --- | ------------------------------------------------------------------- | -------------------- |
| - Luftsportclub Bayer Leverkusen - Reiterverein Bayer Leverkusen - RTHC Bayer Leverkusen - Schachclub Bayer Leverkusen - Schießsportgemeinschaft Bayer Leverkusen - Ski-Club Bayer Leverkusen - Sportangler-Verein Bayer Leverkusen - TSV Bayer 04 Leverkusen - Verein für Kanusport Bayer Leverkusen - Yacht-Club Bayer Leverkusen | - TSV Bayer Dormagen - Tennisclub Bayer Dormagen - Dormagener Rudergesellschaft Bayer - Wassersportclub Bayer Dormagen 1950 - Sportangler-Verein von 1923 Bayer Dormagen-Zons | - Angelsportverein Bayer 1957 Uerdingen - Segelklub Bayer Uerdingen | - SV Bayer Wuppertal |

Luftsportclub Bayer Leverkusen
Reiterverein Bayer Leverkusen
RTHC Bayer Leverkusen
Ski-Club Bayer Leverkusen
TSV Bayer 04 Leverkusen
Bayer Giants Leverkusen (Basketballabteilung des TSV)
Yacht-Club Bayer Leverkusen
TSV Bayer Dormagen
SV Bayer Wuppertal

| Leverkusen | Dormagen | Wuppertal                         |
| --- | --- | --------------------------------- |
| - Bayer Blasorchester Leverkusen - Akkordeon-Orchester Bayer Leverkusen - Verein zur Förderung künstlerischer Bildmedien Bayer e. V. Leverkusen - Bayer-Philharmoniker Leverkusen - Männerchor Bayer Leverkusen - Spielmannszug Bayer Leverkusen - Mandolinen-Orchester Bayer Leverkusen - Bayer Big Band | - Männerchor Bayer Dormagen - Kunstverein Galerie-Werkstatt Bayer Dormagen - Musikvereinigung Bayer Dormagen | - Orchesterverein Bayer Wuppertal |

Verein zur Förderung künstlerischer Bildmedien Bayer e.V. Leverkusen
Männerchor Bayer Leverkusen

| Leverkusen | Dormagen                                                                                         | Wuppertal                                     |
| --- | ------------------------------------------------------------------------------------------------ | --------------------------------------------- |
| - Verein für Aquarien-, Terrarien- und Naturkunde Bayer Leverkusen - Bridgeclub Bayer Leverkusen - Mineralien- und Fossilienfreunde Bayer Leverkusen - Vereinigter Imkerverein Leverkusen Bayer und Schlebusch - AKADA Weiterbildung Bayer Leverkusen - Münzfreunde Bayer Leverkusen - Briefmarkensammlerverein Bayer e. V. Leverkusen - Brieftaubenzüchter-Verein Leverkusen - Verein für Deutsche Schäferhunde (SV) – OG Bayer Leverkusen | - Aquarienfreunde Bayer Dormagen - Imkerverein Bayer Dormagen - Kleingartenverein Bayer Dormagen | - Gartenbauverein der Bayer AG e.V. Wuppertal |

## Auszeichnungen
Der Geschäftsbericht 2007 erhielt zweimal Gold, zweimal Silber und zweimal Bronze, darüber hinaus zwei Ehrenzertifikate. Diese Auszeichnungen wurden beim „Internationalen ARC-Award“ 2008 erreicht, der Bronze, Silber und Gold für die Berichterstattung in unterschiedlichen Kategorien wie Design, Fotografie, Cover, Sprache, Text verleiht.
Im Jahr 2007 wurde Bayer mit dem Takeover Award für die Übernahme der Schering AG ausgezeichnet, der von der Deutschen Börse und vom „Forum für Übernahmerecht“ seit 2005 jährlich vergeben wird. Begründet wurde die Auszeichnung durch die „Schnelligkeit und Qualität der Akquisition“.
Außerdem war die Bayer-Kulturarbeit Sieger in der Kategorie „großes Unternehmen“ beim Unternehmenswettbewerb Freiheit und Verantwortung, der 2008 von der Initiative der Spitzenverbände der deutschen Wirtschaft unter der Schirmherrschaft des Bundespräsidenten ausgeschrieben worden war.
Für die Entwicklung von Rivaroxaban wurden Frank Misselwitz, Dagmar Kubitza und Elisabeth Perzborn, Mitarbeiter des Teilkonzerns Bayer Schering Pharma AG, mit dem Deutschen Zukunftspreis 2009 ausgezeichnet.

## Kritik und Skandale

### Medikamente und Medizinprodukte

#### Verkauf HIV-kontaminierter Blutprodukte
Anfang 2000 kam Bayer neben anderen Unternehmen in die Kritik, nachdem bekannt wurde, dass die US-Tochtergesellschaft Cutter in den 1980er Jahren weltweit HIV-kontaminierte Blutprodukte verkauft hatte. Im Februar 1984 brachte Cutter ein weniger infektiöses Produkt auf den Markt. Dennoch wurde noch ein Jahr lang das alte Produkt nach Übersee verkauft, wodurch mehr als hundert Menschen allein in Hongkong und Taiwan mit HIV infiziert wurden. Viele von ihnen starben.

#### Cholesterinsenker Lipobay
Am 8. August 2001 zog Bayer den bis dahin am Markt erfolgreichen Cholesterinsenker Lipobay wegen starker Wechselwirkungen mit Todesfolgen vom Markt zurück, was ebenfalls für eine hohe negative Medienwirkung sorgte. Der Wirkstoff Cerivastatin löste insbesondere in Kombination mit anderen Cholesterinsenkern des Wirkstoffes Gemfibrozil einen Muskelzerfall (Rhabdomyolyse) aus. Eine Rhabdomyolyse ist eine bei allen Cholesterinsenkern bekannte Nebenwirkung, die jedoch in der Kombination von Cerivastatin mit Gemfibrozil vermehrt auftrat. Obwohl die Kombination laut Beipackzettel kontraindiziert war, wurde sie vor allem in den USA unter dem Namen „Baycol“ weiter von Ärzten verschrieben und von Apothekern verkauft. Da das Risiko für Bayer nicht mehr kontrollierbar war, nahm der Konzern Cerivastatin freiwillig vom Markt. In den USA wurden kurz nach dem Bekanntwerden die ersten Klagen gegen Bayer eingereicht. Laut des Geschäftsberichts 2004 wurde Bayer in circa 14.660 Fällen verklagt (davon 14.550 in den USA). Mit Stand 18. Februar 2005 waren noch 6.191 Verfahren (6.111 davon in den USA) anhängig. Ohne Anerkennung einer Rechtspflicht kam es bis zum 18. Februar zu Vergleichen in Höhe von 1.114 Millionen US-Dollar. Neben den Vergleichen wurden zwei Prozesse mit Freisprüchen für Bayer beendet.

#### Antibabypille Yasminelle
Die von Bayer HealthCare vertriebene Antibabypille „Yasminelle“ auf Basis des Wirkstoffes Drospirenon steht seit 2010 wegen erhöhtem Thrombose- und Embolierisiko in der Kritik. Nach Ansicht der Kritiker habe der Konzern nicht ausreichend über die Nebenwirkungen informiert. In den USA hat Bayer bereits knapp 2 Milliarden US-Dollar in außergerichtlichen Einigungen bezahlt. Ende 2015 eröffnet das Landgericht Waldshut-Tiengen als erstes deutsches Gericht einen Zivilprozess gegen Bayer. Die Klägerin, die an Lungenembolie erkrankte, verlangt dort von dem Unternehmen Schadenersatz und Schmerzensgeld in Höhe von 200.000 Euro wegen Gesundheitsschäden, die durch Yasminelle entstanden sein sollen. Vor Gericht konnte sie sich damit nicht durchsetzen. Der Konzern bestreitet jegliches Fehlverhalten und möchte das Medikament aufgrund eines nach eigenen Aussagen positiven Nutzen-Risiko-Verhältnisses am Markt belassen. Am 23. Oktober 2019 sendete die ARD von 20:15 Uhr an den Spielfilm „Was wir wussten – Risiko Pille“. Anschließend griff das ARD-Magazin „plusminus“ von 21:45 Uhr an das Thema auf und nannte dabei die dahinter stehenden Unternehmen und mit Yasminelle den realen Namen des Produkts.

#### Magenmittel Iberogast
Wegen der jahrelangen Weigerung der Zulassungsinhaber, Warnhinweise in die Produktinformationen des schöllkrauthaltigen Mittels Iberogast  aufzunehmen, erlangte das Präparat aus dem Produktportfolio der Division „Consumer Health“ öffentliche Aufmerksamkeit. Schöllkraut steht im Verdacht, Leberschädigungen zu verursachen. Wie schon der vorherige Zulassungsinhaber Steigerwald bestreitet auch Bayer das leberschädigende Potential und begründet dies mit dem nur niedrigen Gehalt an Schöllkrautalkaloiden. Gegen zwei ehemalige Verantwortliche der Bayer Vital GmbH wurde wegen des Anfangsverdachts der fahrlässigen Tötung in einem Fall sowie der fahrlässigen Körperverletzung in zehn Fällen seit Mitte 2019 ermittelt; 2022 wurde das Verfahren eingestellt.
Eine 2018 abgeschlossene Studie zur Behandlung des Reizdarmsyndroms ergab, dass sich Iberogast hinsichtlich der Sicherheit statistisch nicht signifikant von Placebo unterschied und ein günstiges Sicherheits- und Verträglichkeitsprofil aufweise. In Bezug auf die Wirksamkeit von Iberogast gab es beim Reizdarm ebenfalls keinen statistisch signifikanten Unterschied gegenüber Placebo. 2020 gewährte Bayer Iberogast anlässlich des 60-jährigen Markenbestehens nicht nur ein neues Erscheinungsbild, das die pflanzliche Zusammensetzung mehr in den Fokus stellt, sondern führte auch eine neue Produktvariante ein, die ohne Extrakte aus Schöllkraut, Angelikawurzel und Mariendistelfrüchten auskommt (Iberogast Advance).

#### Verhütungsprodukt Essure
Die US-Arzneimittelbehörde FDA warf Bayer vor, ihr Beschwerden von Patientinnen über Essure, ein hysteroskopisch implantierbares Medizinprodukt zur dauerhaften Verhütung, nicht wie vorgeschrieben gemeldet zu haben. Bayer sei seinen Meldepflichten nicht nachgekommen, weshalb die FDA nicht habe wissen können, dass die Warnhinweise für das Implantat aktualisiert werden müssten. Allein in den USA wurden Bayer bis zum 6. Februar 2020 etwa 33.100 Klagen wegen Gesundheitsschäden im Zusammenhang mit Essure zugestellt, gehe aus dem Geschäftsbericht 2019 hervor. Die Klägerinnen schreiben dem Implantat eine Vielzahl Beschwerden zu, wie Schmerzen, Blutungen und Depressionen. Bayer hatte 2013 die US-Firma Conceptus, den Hersteller des Verhütungsprodukts Essure übernommen.
Im August 2020 wurde bekannt, dass Bayer sich im Streit um mögliche Risiken durch die Sterilisationsspirale Essure mit dem Großteil der Klägerinnen in den USA geeinigt habe. Es seien Vereinbarungen getroffen worden, mit denen etwa 90 Prozent der insgesamt fast 39.000 Klagen in den Vereinigten Staaten beigelegt würden. Bayer zahlt für den Vergleich insgesamt rund 1,35 Mrd. Euro. Darin enthalten sei eine Pauschale für Ansprüche, für die noch keine Vereinbarungen vorlägen.

### Menschenrechte und Umweltschutz

#### Menschenrechtsverletzungen
Im Schwarzbuch Markenfirmen – Die Machenschaften der Weltkonzerne werden Bayer schwere Menschenrechtsverletzungen vorgeworfen, unter anderem „Import von Rohstoffen aus Kriegsgebieten, Finanzierung unethischer Medikamentenversuche, Behinderung eines Entwicklungslandes bei der Herstellung und Vermarktung lebenswichtiger Medikamente, Vertrieb gefährlicher Pflanzengifte, Ausbeutung und Kinderarbeit bei Rohstofflieferanten“. Mit den Rohstoffimporten trug eine Tochterfirma „laut den Vereinten Nationen wesentlich zur Aufrechterhaltung des Krieges [im Kongo] bei“.

#### Tierversuche
Ab Ende der 1970er-Jahre hatten die Tierversuchszahlen großer forschender Pharma- und Chemiekonzerne zu einer heftigen öffentlichen Debatte über Nutzen und Notwendigkeit von Tierversuchen beigetragen, begleitet von zahlreichen Protesten in der Bevölkerung. Der Tierverbrauch der Bayer AG war Gegenstand kritischer Medienberichte.

#### CO-Pipeline

Kritik an der Bayer AG mittels Adbusting: Mit der Abbildung einer toten Biene Maja und dem Slogan „Tschüss Biene, Danke Bayer“ machen Aktivisten den Konzern für das Insektensterben verantwortlich.

Anfang 2007 geriet das Unternehmen wegen des Baus einer CO-Pipeline zwischen den Werken Krefeld-Uerdingen und Dormagen, die eine große Gefährdung für Mensch und Natur darstelle, in die Kritik, weil das Gas farb- und geruchlos ist und ein Ausströmen daher nicht bemerkt werden könne. Die getroffenen Sicherheitsmaßnahmen seien unzureichend.

#### Umweltverschmutzung
Schon 1854 hatten 23 Barmer Bürger gegen eine Konzessionserteilung für Friedrich Bayer, um Zinn- und Eisenbeize, Indigokarmin und Blaupulver herzustellen, Protest eingelegt, da sie Schäden an Gesundheit und Vegetation befürchteten. Im Sommer 1864 musste das erst ein Jahr zuvor gegründete Unternehmen die ersten Entschädigungen zahlen.
Bis Ende 2012 wollte der Teilkonzern BayerCropScience alle hochgiftigen Insektizide vollständig auslisten. Jedoch bot der Konzern noch 2014 mit Chlorpyrifos-methyl eine Verbindung aus der Gruppe der Phosphorsäureester an.
Das Unternehmen belegte 2016 Rang 3 im Toxic 100 Index des Political Economy Research Institute der Universität von Massachusetts. Der Index ist eine Liste der 100 größten Luftverschmutzer der USA. Er berücksichtigt die direkten und indirekten Emissionen und deren Toxizität. Bei der Jahreshauptversammlung 2019 der Bayer AG protestierten Landwirte und Imker gegen die Herstellung und den Verkauf von Pestiziden, indem sie vor dem World Conference Center Bonn tote Bienen aufhäuften.

#### Pflanzenschutzmittelexporte
Von Bayer hergestellte Pflanzenschutzmittelwirkstoffe, welche in der EU keine Genehmigung (mehr) haben, wurden 2017 auf dem brasilianischen und südafrikanischen Markt vertrieben. Dazu gehören beispielsweise Oxadiazon, Propineb, Thidiazuron und Triadimenol. Auch in den Folgejahren hat Bayer den Export solcher Pestizide gemeldet.

#### Klimaschutz
Ende Oktober 2010 geriet der Konzern in die Kritik, da er zusammen mit der BASF und E.ON US-Politiker, die den Klimawandel leugnen oder Gesetze dagegen blockieren, mit einer Spende in Höhe von 175.000 US-Dollar gesponsert hat. Kritisiert wurde vor allem, dass diese Unternehmen Klimaschutzziele in Europa mit der Begründung ablehnten, dass die USA in diesem Bereich untätig seien.
Im Jahre 2023 schloss die Bayer AG und mit dem Stromerzeuger Cat Creek Energy (CCE) einen Versorgungsvertrag ab. CCE wird Wind- und Solarparks sowie ein Pumpspeicherkraftwerk am Anderson Ranch Reservoir im US-Bundesstaat Idaho errichten. Das Projekt soll jährlich 1,4 Terawattstunden grünen Stroms erzeugen, was ungefähr dem Energieverbrauch von 150.000 Haushalten in den USA entspricht, um vierzig Prozent des von Bayer weltweit und sechzig Prozent des in den USA eingekauften Stroms aus erneuerbaren Energiequellen zu liefern.

### Preismanipulationen und -absprachen

#### Aspirin-Preisabsprachen
Am 11. Oktober 2007 durchsuchte das Bundeskartellamt Büros der Vertriebsgesellschaft Bayer Vital an den Standorten Leverkusen und Köln. Der Stern hatte zuvor einen Artikel veröffentlicht, wonach Bayer in sogenannten Zielvereinbarungen illegale Preisabsprachen mit rund 11.000 deutschen Apotheken getätigt habe. Der Konzern hatte den Apothekern einen Zusatzrabatt von 3 Prozent versprochen, wenn diese sich an die von Bayer vorgegebenen Grenzen für Preisnachlässe hielten. Die Verbraucherzentralen hatten in einer Untersuchung 2007 festgestellt, dass 90 Prozent aller Apotheken für Aspirin einen Preis in Höhe der unverbindlichen Bayer-Preisempfehlung verlangten. Wegen der nachgewiesenen Preisabsprachen wurde Bayer 2008 mit einem Bußgeld von über 10 Millionen Euro belegt.

#### Kautschuk-Kartell
2007 verhängte die Europäische Kommission gegen die Konzerne Bayer, Denka, DuPont, Dow Chemical, Eni und Tosoh eine Geldbuße von insgesamt 243,2 Millionen Euro. Der Grund war die Errichtung eines Chloropren-Kautschuk-Kartells. Die Unternehmen hatten sich laut Kommission zwischen 1993 und 2002 den Markt für Chloropren-Kautschuk untereinander aufgeteilt und Preisvereinbarungen getroffen. Mit 201 Millionen Euro wurde Bayer der größte Teil der Kartellbuße auferlegt. Dank der 2002 eingeführten Kronzeugenregelung wurde allerdings Bayer die gesamte Geldbuße erlassen, obwohl der Konzern bereits früher an ähnlichen Zuwiderhandlungen beteiligt war und somit ohne Kronzeugenregelung mit einer erhöhten Kartellstrafe hätte rechnen müssen. Nach Berücksichtigung der aufgrund der Kronzeugenregelung gewährten Ermäßigungen entfiel der größte Teil der Geldbuße mit 132,1 Millionen Euro auf Eni, welche neben Bayer bereits in früheren Kommissionsentscheidungen wegen Kartellaktivitäten mit Geldbußen belegt wurde.

#### Preismanipulationen zu Lasten der US-Sozialkassen
Im April 2003 musste Bayer laut dem Schwarzbuch Markenfirmen „wegen betrügerischer Preismanipulationen zu Lasten öffentlicher Sozialkassen eine Strafe […] an die US-Regierung zahlen.“

### Marketingmethoden
Arznei-telegramm und Spiegel Online berichteten im Januar 2012 über „Drückermethoden an der Praxistür“. Dabei wurde kritisiert, dass Ärzten im Rahmen von Werbung – unaufgefordert – Muster zugeschickt werden. Arzneimittelmuster dürfen aber laut Arzneimittelgesetz (AMG) nur dann abgegeben werden, wenn der Arzt das Muster schriftlich angefordert hat (§ 47 AMG). Deshalb verlangt im hier kritisierten Verfahren der Postbote eine Unterschrift des Arztes. Die Freiwillige Selbstkontrolle für die Arzneimittelindustrie e. V. (FSA) hat ein Beanstandungsverfahren eingeleitet und wird prüfen, ob diese Form der Musterabgabe zulässig ist.

### Negativpreise
Bayer wurde 2002 ein Big Brother Award in der Kategorie „Arbeitswelt“ verliehen. Die Jury begründete dies mit den Drogentests, welche von Auszubildenden erbracht werden müssen, um einen Ausbildungsplatz zu erhalten.
Im Oktober 2018 erhielt Bayer Austria den Big Brother Award in der Kategorie Kommunikation und Marketing für die Pläne, Werbung mithilfe von Gesichtsscannern in Apotheken an Zielgruppen zu bringen.

### Vermeidung der EEG-Umlage
Bayer führte über Jahre bis zu einer Milliarde Euro Umlagen nach dem Erneuerbare-Energien-Gesetz (EEG) nicht ab. Bayer griff dabei auf ein sogenanntes Scheibenpachtmodell zurück, das eine Gesetzeslücke ausnutzt, um die EEG-Umlage zu umgehen.

## Dokumentarfilme
- Das Glyphosat-Debakel. Klagen, Krisen, Kursverluste beim Bayer-Konzern. Von Volker Wasmuth und Patrick Zeilhofer, Deutschland 2022, 45 Minuten (ZDF Info am 22. Dezember 2022; ZDF Mediathek bis 21. Dezember 2027).
- Bayer, Bauern und die Bienen. Ein Konzern unter Druck. Von Berndt Welz, Deutschland 2019, 28 Minuten (ZDF am 30. Oktober 2019).